# A Rake’s Progress

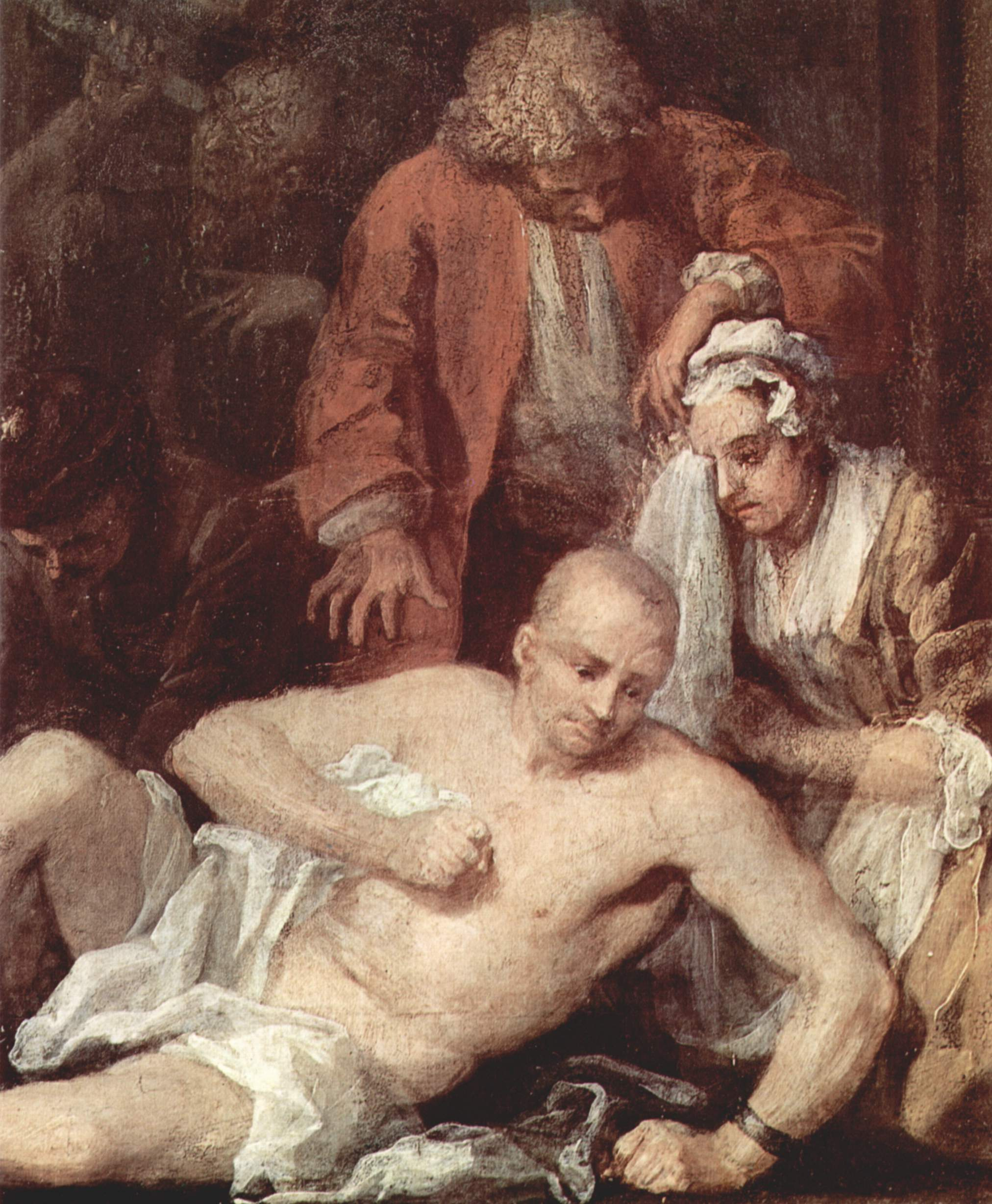
William Hogarth: A Rake’s Progress, Bild 8 (Öl auf Leinwand; Sir John Soane’s Museum, London). Ausschnitt: Der Wüstling und seine trauernde Exfreundin im Irrenhaus.

A Rake’s Progress („Der Werdegang eines Wüstlings“) ist eine Serie von Gemälden und Kupferstichen des englischen Künstlers William Hogarth, entstanden zwischen 1733 und 1735. Die acht Bilder des Zyklus zeigen den Abstieg und Fall von Tom Rakewell, der nach dem Tod seines reichen, aber extrem geizigen Vaters ein ausschweifendes Leben in London führt und sein Erbe in Bordellen und Spielhöllen verprasst. Als Folge seines extravaganten und verschwenderischen Lebensstils landet der negative Held im Schuldgefängnis und endet schließlich im Irrenhaus.
Der Titel ist für die Bildserie trefflich gewählt, denn das Wort „rake“ steht im Englischen sowohl für „(Geld) scheffeln“, wie im Falle des verstorbenen Vaters, als auch für einen Lebemann und Wüstling, wie im Falle des unmoralischen Sohns.
Nach A Harlot’s Progress ist A Rake’s Progress Hogarths zweiter Zyklus, der die moralischen Verfehlungen der englischen Gesellschaft im 18. Jahrhundert beleuchtet. Beim Publikum war die Serie äußerst beliebt; die Kupferstiche verbreiteten sich schnell in ganz Europa. In Deutschland wurden sie im späten 18. Jahrhundert ausführlich vom anglophilen Aufklärer Georg Christoph Lichtenberg kommentiert.
Um Fälschungen und Raubdrucke zu verhindern, hatte der Künstler kurz vor der eigens verzögerten Auslieferung der Kupferstich-Version seines neuen Werkes den Engraver’s Act erwirkt, ein Urheberrecht, das auch als Hogarth Act bezeichnet wird.

## Hintergrund

### Persönliches
Hogarths Herkunft ist einer der Schlüssel zu seinem Werk. Sein Vater Richard war Lehrer und erfolgloser Verfasser von Lateinlehrbüchern; die Familie war arm. Als William zehn Jahre alt war, ging das Londoner Kaffeehaus seines Vaters, in dem ausschließlich Latein gesprochen werden sollte, in Konkurs. Als Schuldner wurde Richard Hogarth Ende 1707 ins Fleet-Gefängnis gebracht, wo Schuldner damals inhaftiert wurden, bis sie ihre Schulden bezahlen konnten. Erst 1712 kam er durch eine Amnestie frei, war aber eine gescheiterte Existenz und starb 1718 als gebrochener Mann. Als William Hogarth später als Künstler Erfolg hatte, widmete er dem geschäftlichen Aspekt des Vertriebs seiner Kunstwerke – vor allem der Kupferstiche – große Aufmerksamkeit. Die betrüblichen Erfahrungen des jungen Hogarth mit seinem Vater im Fleet-Gefängnis dürften auch einen Einfluss auf die Gestaltung der siebten Szene der Rake-Serie gehabt haben, die in einem Schuldgefängnis spielt.

### Intermedialität
Die massenhafte Verbreitung von Druckwerken, ob als Buch oder Bild, war Anfang des 18. Jahrhunderts in England forciert worden, wo wenig später auch die ersten modernen Romane, etwa die des populären Schriftstellers Henry Fielding, erschienen. Diese zunehmende Öffentlichkeit der Kunstwerke führte zu einer spezifischen Intermedialität zwischen Literatur, Theater und den traditionellen Gattungen der bildenden Kunst.
Zu Beginn des Jahrhunderts erschienen in England mit Joseph Addisons und Richard Steeles Tatler und Spectator die ersten moralisierenden Wochenschriften. Billig produzierte Bildsatiren, die oft zu bestimmten politischen Ereignissen Stellung nahmen, gab es in England auch schon vor dem 18. Jahrhundert, doch zu Hogarths Zeiten wurde der Markt mit einer Fülle derartiger Blätter, die meist als Einblattdrucke erschienen, überschwemmt. Seit 1728 hatte John Gays moralistisch-satirisches Bühnenwerk The Beggar’s Opera als volkstümliche Alternative zur italienischen Oper einen sensationellen Erfolg in London. Hogarth wollte sich mit seinen Werken von der Vielzahl zweitklassiger Karikaturisten abheben und in seinen Bildserien die „Stoffe wie ein Schriftsteller behandeln: Mein Bild ist meine Bühne, und Männer und Frauen sind meine Schauspieler, die durch ihre Handlungen und ihr Mienenspiel ein stummes Spiel aufführen“, schreibt er in seinen handschriftlich überlieferten Autobiographical Notes. Sein Verdienst ist es, dass er als Künstler, ähnlich wie es die literarische Satire im englischen 18. Jahrhundert tat, über die reine Darstellung der gesellschaftlichen Verhältnisse hinaus einen moralisch-satirischen Kommentar in die Bildsprache einfließen ließ, zu dem zahlreiche bedeutungsgeladene Nebenmotive beitragen.

### Das „moderne moralische Thema“
A Rake’s Progress ist Hogarths zweiter Zyklus von modernen moralischen Themen (modern moral subjects) nach A Harlot’s Progress (dem „Werdegang einer Dirne“) von 1732. Solche Themen waren für die damalige Kunst relativ neu, die immer noch stark von religiösen und mythologischen Bildwelten geprägt war, auch wenn es vor Hogarth in Holland schon volkstümliche Genre-Szenen aus dem bäuerlichen Milieu gab, seit dem 17. Jahrhundert Moritatensänger ihre moralisierenden Schauergeschichten mit Bild- und Musikbegleitung zum Besten gaben und die Gattung des Konversationsstücks, die vor allem in den Niederlanden, in Frankreich und in England beliebt war, nicht nur Adelsfamilien porträtierte, sondern auch Personengruppen aus dem bürgerlichen Milieu zur Darstellung brachte. Hogarths Sujets greifen auf der einen Seite profane zeitgenössische Themen auf, vor allem auch die Niederungen und Abgründe des modernen Lebens, auf der anderen Seite orientiert er sich aber an Formentraditionen der hohen Kunst. Bis heute ist es umstritten, ob er die Genrekunst damit adeln oder umgekehrt die hohe Kunst damit lächerlich machen wollte. Gegenüber der älteren Parodie, die dem Parodierten ihre Reverenz erweist, erscheint er bereits als selbstbewusster Parodist, der sich über das Parodierte erhebt.
Hogarths Bildserien betrachten aus einem satirisch-sarkastischen Blickwinkel die sozialen Verhältnisse und die moralischen Verfehlungen der englischen Gesellschaft des 18. Jahrhunderts. Zwar gab es bereits im 16. und 17. Jahrhundert in anderen europäischen Ländern, zum Beispiel in Italien, vereinzelt Vorläuferserien mit moralischer Aussage, doch reichten diese an die Qualität von Hogarths Darstellungen nicht heran. Hogarths A Harlot’s Progress beschreibt die Geschichte eines Mädchens vom Lande, das in der Großstadt London der Prostitution verfällt und nach anfänglichen Erfolgen als Hure an ihrem Lebenswandel elend zugrunde geht. Die Protagonistin Moll oder Mary Hackabout ist dabei eine Art weibliches Gegenstück zum negativen Helden Tom Rakewell aus A Rake’s Progress, wo die Inhalte von Hogarths erstem „modernen moralischen Sujet“ aufgegriffen, weiterentwickelt und auf das gesellschaftliche Scheitern einer unmoralisch agierenden männlichen Person übertragen werden.

### Einflüsse aus der Literatur und der religiösen Kunst
Das Wort „Progress“ im gewählten Titel, die verwendete Bildsprache und die Struktur der ersten Hogarthschen Zyklen parodieren zu einem nicht geringen Teil John Bunyans The Pilgrim’s Progress (1678–1684), damals das meistgelesene Buch Englands. Während der Baptistenprediger Bunyan in seinem religiösen Erbauungsbuch die Pilgerreise von „Christian“ (also eines „Christen“), auf dem eine schwere Bürde, nämlich die Sünde, lastet, aus der „Stadt der Zerstörung“ (der irdischen Welt) zur himmlischen Stadt Zion (also zur seligen Ewigkeit im Himmel) beschreibt, handelt es sich in Hogarths Rake-Serie um die bewusste ironische Umkehrung dieses moralisch vorbildhaften Lebenswegs, der für den unchristlich und sündhaft agierenden negativen Helden Tom Rakewell im irdischen Schuldgefängnis und Irrenhaus endet. Der satirische Blick auf das unmoralische Leben und dessen detailreiche Wiedergabe spiegelt vor allem den Stil von Hogarths literarischen Zeitgenossen wie Jonathan Swift, Alexander Pope oder John Gay. Auch Bühnenstücke wie Henry Fieldings Komödie The Temple Beau (1730), die das ausschweifende Leben eines jungen Jurastudenten schildert, dürften einen Einfluss auf A Rake’s Progress gehabt haben. Nach Jarno Jessen ließ sich Hogarth vor allem von den drastischen literarischen Satiren seiner Zeit beeinflussen, die nichts für zartbesaitete Seelen waren:

„Hogarth braucht die Trommel und Pauke für sein Orchester, weil er überzeugt ist, ein wenig feinfühliges Auditorium vor sich zu haben. Wenn er in der Kontrastfigur der Sarah Young auch einmal die Flöte verwendet, zahlt er der Zeit seinen Zoll, die aus der parteikritischen Stimmung der Pope-Ära in die Herzensverzärtelung Richardsons hinüberglitt, und es dröhnt zuweilen wie vom Lärm der Kolportage.“

Darüber hinaus lässt sich durch Motivvergleiche nachweisen, dass sich Hogarth bei seinen weltlichen Darstellungen nicht selten an Bildschemata gehalten hat, die Künstler vergangener Epochen eigentlich für die religiöse Kunst entwickelt hatten. So sind in seinen Bildern oftmals Anleihen an bekannte Motive aus der christlichen Ikonografie zu finden, die er in seinen Werken mit einem gewissen Bildwitz in profane Sinnzusammenhänge stellt. In A Rake’s Progress sind dies vor allem Motive aus der Passion Christi. Die zeitgenössischen Betrachter konnten diese Symbolik entweder traditionell als Verweis auf das göttliche Wunder im Unterschied zu den Niederungen der menschlichen Existenz oder im Gegenteil als Verschleierung der Realität und schales Glücksversprechen verstehen. Weil Hogarth nach Ansicht von Ronald Paulson dem Deismus nahestand, der dem Offenbarungsglauben die Vernunft gegenüberstellte, dürfte wohl eher die letztere Deutung zutreffen. Bilder im Bild, wie sie in seinen Szenen oft an der Wand hängen, verdeutlichen, wie genau Hogarth mit den Werken alter Meister vertraut war.
Die klaren Linien des Kupferstichs ermöglichten es ihm, intensiver mit Emblemen und Symbolen aus der traditionellen Kunst, die er gut kannte, und zugleich mit geschriebenen Texten (im Bild und darunter) gleichsam zu „spielen“, weshalb Charles Lamb die Graphiken des Künstlers mit Büchern verglich und der Ansicht war, dass die Stiche, weil sie die Suggestivkraft von Worten hätten, vor allem „gelesen“ und nicht bloß angeschaut werden müssten. Im Unterschied zu den Sinnbildern der Vanitas-Symbolik, die vom konkret Gesehenen wegführen sollen und in Hogarths Anspielungen etwas Naives oder Sarkastisches bekommen, erschließt sich die Wirklichkeit bei ihm durch Spurensuche und Kombinationsgabe. Auch Peter Wagner verweist auf das vieldeutige Verhältnis von Bild und Wort bei Hogarth und ist geneigt, die Werke des Künstlers als „Ikonotexte“ zu bezeichnen. Beim Arbeiten in Öl hingegen musste sich Hogarth vorrangig auf das Spiel von Licht und Farbe konzentrieren, was gelegentlich zulasten kleinerer satirischer Details ging, die allein die später entstandenen Kupferstiche bereichern.

### Entstehung
Ein zeitgenössischer Bericht von George Vertue (1684–1756) nimmt zur Entstehung der Harlot-Serie Anfang der 1730er Jahre Stellung: Danach malte Hogarth gerade am Bild einer hübschen Prostituierten, die sich mittags aus dem Bett erhebt, um zu frühstücken, als Besucher ihn in seinem Atelier ermunterten, weitere Bilder zum Thema zu gestalten und den gesamten Lebenslauf einer Dirne darzustellen. So kam es zur Gestaltung von insgesamt sechs Szenen, die sich in ihrer Kupferstichversion als Verkaufsschlager entpuppten, so dass sich der Künstler ermutigt fühlte, weitere Bildserien mit moralsatirischem Inhalt in Angriff zu nehmen. Für A Rake’s Progress dachte sich Hogarth sogar zwei Szenen mehr aus. Zwischen 1732 und 1734 entstanden zunächst acht Gemälde, die heute zusammen mit den vier Gemälden der später entstandenen Election-Serie in einem eigenen kleinen Raum im Sir John Soane’s Museum, London, ausgestellt sind. Nach diesen acht Gemälden stach Hogarth 1734–35 die für ihn wichtigeren Kupferstichversionen, wobei ihm bei der Ausführung von Bild 2, das als einziges das zugehörige Ölgemälde seitenrichtig wiedergibt, der französische Stecher Louis Gérard Scotin half.

### Subskription und Vertrieb
Hogarth begann mit der Planung von A Rake’s Progress schon bald nach dem (auch finanziell) großen Erfolg von A Harlot’s Progress. Die relativ kleinformatigen Gemälde dienten als Grundlage für die Erstellung der Kupferstiche, deren erfolgreicher Vertrieb Hogarths eigentliches Ziel war. Am 22. Dezember 1733 wurde das Subskriptionsangebot in Londoner Zeitungen publiziert – acht Drucke für eineinhalb Guineen. Für alle Käufer der Kupferstichversion radierte der Künstler als Subskriptionsquittung das Blatt The Laughing Audience, das die unterschiedlichen Reaktionen des Publikums auf eine Komödie repräsentiert und deutlich macht, dass nach Hogarths Auffassung das Leben des Rake aus einer humoristischen Theaterperspektive betrachtet werden sollte.
Hogarth stellte die Gemälde um die Mitte 1734 fertig, begann aber schon vorher, an den Kupferstichen zu arbeiten. Um zu verhindern, dass andere Drucker bereits von Raubkopierern erstellte billigere Kopien seines neuen Werkes verkaufen konnten, wie es bei A Harlot’s Progress geschehen war, ließ Hogarth zusammen mit einigen Künstlerkollegen den Engravers’ Copyright Act (Hogarth Act, ein „Copyright-Gesetz für Stecher“) ausarbeiten und dem Parlament vorlegen. Erst nachdem das neue Urheberrecht am 25. Juni 1735 in Kraft getreten war, wurde A Rake’s Progress an seine Subskriptionskunden ausgeliefert. Ohne die Vorbestellung kostete die Serie zwei Guineen. Hogarth versuchte aber, auch weniger zahlungskräftige Kunden zu bedienen: Mitte August gab er eine erschwinglichere Serie von verkleinerten Drucken des Zyklus, kopiert von Thomas Bakewell, für zwei Shilling und sechs Pence heraus.

## Die Bilder

### Die Ölbilder als Grundlage der Kupferstiche
Die acht Originalgemälde, die in einem für figurenreiche Ölbilder recht kleinen Format von 62,2 mal 74,9 cm ausgeführt wurden, befinden sich heute im Sir John Soane’s Museum in London. Sie dienten als Grundlage für die Kupferstiche, die von Hogarth im Format von rund 32 mal 39 cm nach diesen Ölbildern angefertigt wurden, wobei – mit Ausnahme der zweiten Szene – die Stiche die meisten Motive in seitenverkehrter Ansicht wiedergeben.
Bei den nach den Ölbildern gestochenen Kupferstichen ergab sich eine Seitenverkehrung, bei der nicht immer konsequent auf eine seitenrichtige Darstellung von Einzelmotiven geachtet wurde. In Bild 2 wird das Original nicht gespiegelt, weil die verkehrte Haltung der Violine in diesem Zusammenhang unpassend gewesen wäre. In Bild 8 ist es dagegen plausibel, dass der Verrückte seine Violine verkehrt spielt. Details wurden jedoch manchmal angeglichen, so wie die Schreibfeder in Bild 6, die in beiden Versionen in der rechten Hand gehalten wird. Weil die Kupferstiche einen höheren Bekanntheitsgrad als die Gemälde haben und auch einige zusätzliche Motive zeigen, die auf den Ölbildern nicht zu sehen sind, ist es vor allem die Stichversion, auf die sich die nachfolgende Interpretation bezieht.

### Lichtenbergs Kommentare
Auch aus kommerzieller Sicht waren Hogarths Kupferstiche wegen ihrer weiten Verbreitung viel wichtiger als die Gemälde. Wie bekannt sie in ganz Europa waren, kam seit 1794 in der Ausführlichen Erklärung der Hogarthischen Kupferstiche durch den berühmten anglophilen Physiker und Aufklärer Georg Christoph Lichtenberg zum Ausdruck, der bei einem seiner London-Aufenthalte in den 1770er Jahren die Originalstiche von Hogarths Witwe erworben hatte.
Lichtenberg zeigte sich bei seinen England-Aufenthalten von der erfolgreichen Verbindung von Naturwissenschaft und Ingenieurtechnik beeindruckt und setzte sich als Physiker für die Aufwertung des Experiments ein, was in Zusammenhang mit seinem Einsatz für Künstler und Schausteller steht: Die Erklärung von Kunststücken aller Art befreite sie vom Vorurteil, dass sie bloß einen Sensationswert hätten. Bei Hogarth bemerkte er eine Zuwendung zur Realität, wie er sie am britischen Empirismus schätzte, und auch die satirische Tendenz der Kupferstiche gefiel ihm.
Mit diesen Überzeugungen erklärte Lichtenberg Hogarths bildliche Darstellungen. Medizinische und naturwissenschaftliche Bemerkungen machen mitunter den Eindruck, als würde er Schauexperimente kommentieren (wie hier zitiert zu Bild 3:„Gesetze der Schwere“, zu Bild 7: „Störung des Kapillär-Systems“, „So gibt man dem Eisen Polarität.“). Des Weiteren spielt er in seinen Kommentaren öfter ironisch auf Bibeltexte an, wie es auch Hogarth in seinen Bildern tat. Dies hatte, im zeitgeschichtlichen Kontext der Aufklärung, erheblichen Erfolg. Seine Hogarth-Kommentare wurden auch noch im 19. und 20. Jahrhundert immer wieder neu aufgelegt und von einer deutschen Leserschaft begeistert konsumiert. Einschlägige Zitate aus Lichtenbergs zeitgenössischen Kommentaren begleiten daher die folgenden Ausführungen. Seitenangaben wie „rechts“ oder „links“ orientieren sich an der bekannteren Kupferstichversion, nicht an der seitenverkehrten Ölbildversion.

### Sequenz

#### Bild 1: Der junge Erbe übernimmt den Besitz des alten Geizhalses

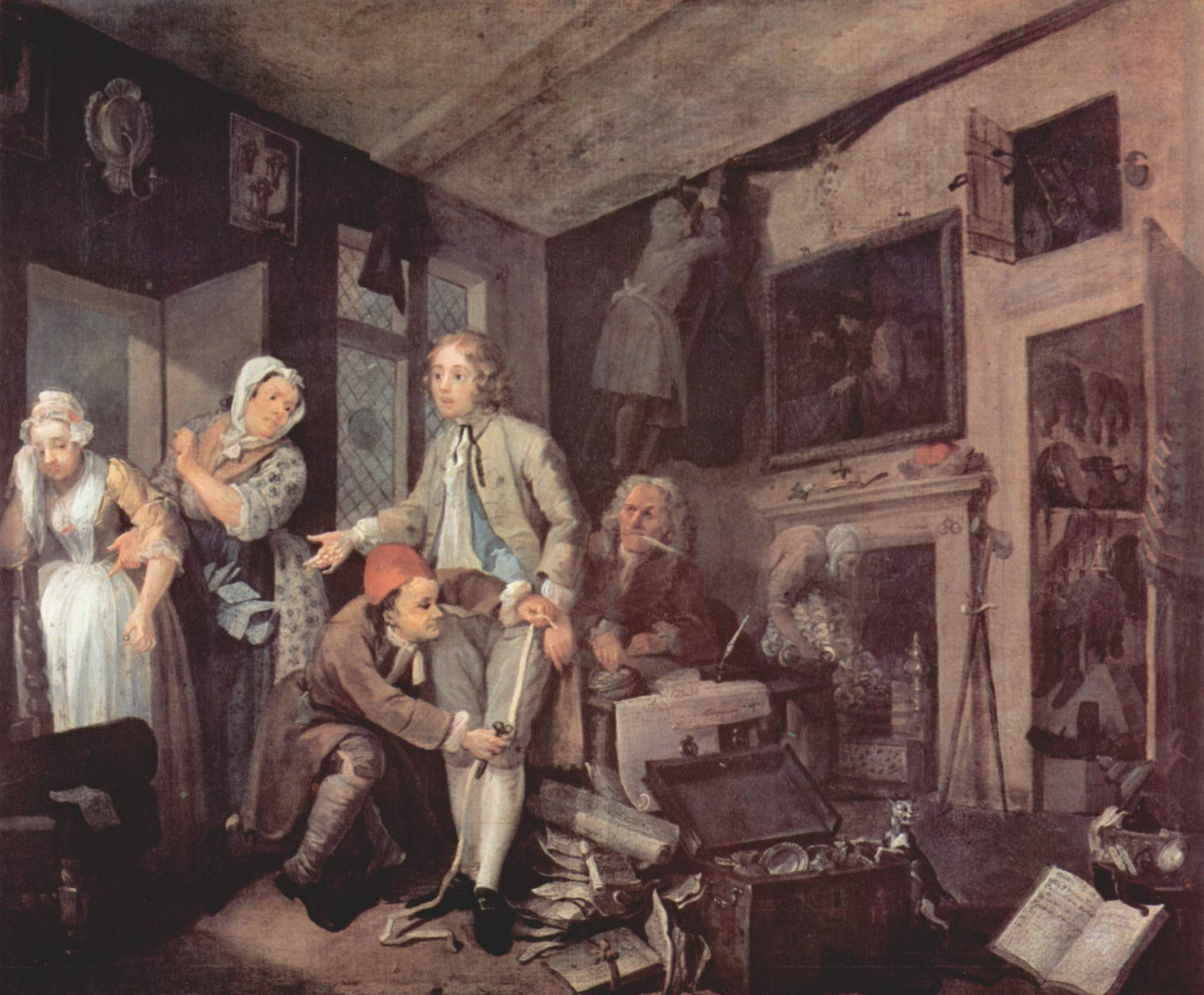
Ölbildversion der ersten Szene

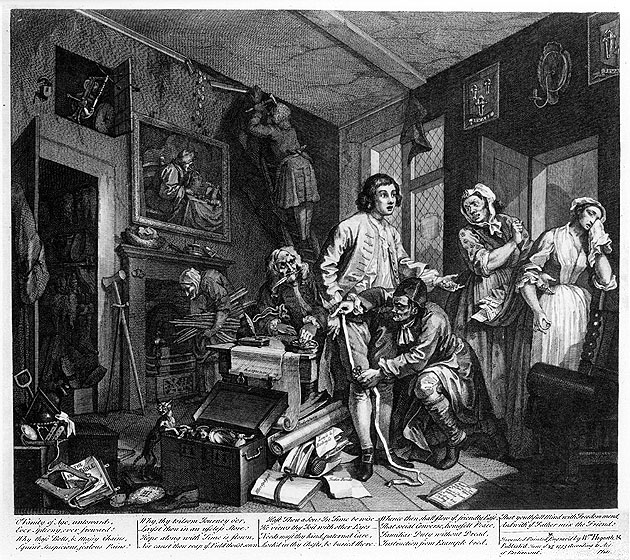
Bild 1 als Kupferstich

Originaltitel: The Young Heir Takes Possession Of The Miser’s Effects
Nach dem Tod seines reichen Vaters steht Tom Rakewell am Beginn seines verschwenderischen Lebens. Der Name Rakewell ist ein Wortspiel: Englisch to rake in (money) heißt „(Geld) scheffeln“, verbunden mit dem Adjektiv well (gut), das sowohl auf die finanzielle Tugend des Vaters als auch, in einer zweiten Bedeutung (a rake – ein Wüstling, Lebemann und Lotterbube) auf die mangelnde moralische Einstellung des Sohnes hinweisen soll. Lichtenberg meint zur Namenswahl:

„Im Deutschen möchte es schwer halten, einen Familiennamen zu erdichten, der das alles eben so sagte, und das ist auch in einem Lande nicht nötig, wo es der wirklichen so viele gibt, diese Relation zwischen Vater und Sohn auszudrücken. Man findet sie leicht in allen drei Ständen. In dem Ora-et-labora-Stand so wohl, als in dem von Ora et non labora (vorausgesetzt, daß er heiraten darf) und dem von Neque ora neque labora. In jedem wird man leicht irgend einen Et cetera II finden, der durch die Gurgel und dergleichen jagte, was Et cetera I mühsam aufgeschüttet hat.“

Zu erwähnen wäre allerdings, dass Hogarth ursprünglich vorhatte, seinen negativen Helden „Ramble Gripe“ zu nennen, wie aus den Initialen „RG“ auf einer der Kisten in Szene 1 hervorgeht, doch weil zahlreiche Raubkopien diesen Namen übernommen hatten und in Werbeannoncen verbreiteten, wählte er letztlich den Namen „Tom Rakewell“ für seinen Protagonisten.
In Szene 1 hat Tom gerade das Haus seines Vaters übernommen und lässt sich einen Anzug anmessen. Ein Notar oder Prokurator arbeitet an Dokumenten, stiehlt dabei aber auch heimlich einige Geldstücke. An der Tür stehen Sarah Young, die weinende und sichtbar schwangere ehemalige Geliebte des Rake, die einen Ehering in der Hand hält, und deren Mutter. Diese hat Toms Liebesbriefe an Sarah in der Hand und weist, auf Sarahs Bauch deutend, Toms Angebot einer Handvoll Münzen, mit denen er sich vom Eheversprechen freikaufen will, entrüstet ab. Neuerdings wird sogar darüber spekuliert, ob der junge Mann nicht mit Sarah verheiratet gewesen sein könnte.
Truhen und Schränke des Zimmers sind geöffnet und durchwühlt, Verträge und andere Papiere von Toms verstorbenem Vater liegen achtlos weggeworfen auf dem Boden. Ein Diener nagelt schwarzen Stoff an die Wand, dabei fallen aus einem Spalt hinter einer Deckenleiste Goldstücke heraus, die dort versteckt worden waren.
Der alte Herr wird nicht nur durch dieses Nebenmotiv, sondern auch anhand diverser anderer Einzelheiten als Geizhals ausgewiesen: Das ganze Zimmer erscheint baufällig und in schäbigem Zustand, an der Decke und an den Wänden bricht der Putz weg, die Katze ist fast auf ein Gerippe abgemagert, selbst ein lederner Bibeleinband wurde zerschnitten, um daraus eine neue Schuhsohle zu machen. Das Gemälde über dem Kamin schließlich zeigt Toms Vater im Mantel beim Geldwägen – ein Hinweis darauf, dass zu seinen Lebzeiten das Haus im Winter wohl ungeheizt blieb, wohingegen jetzt die alte Bedienstete Holz zum Kamin trägt. Auch der Stil des im Stich abgebildeten Gemäldes ist signifikant: Es ist in niederländischer Tradition gehalten, was für Hogarth und seine Zeitgenossen den Geschmack des zu Geld gekommenen Handwerkers oder Kaufmanns symbolisierte – „niedere“ Kunst.
Das Fensterkreuz direkt neben der Figur des Rake ist eine satirische Anspielung auf das Kreuz, das Christus auf seinem Kreuzweg zu tragen hat, und darauf, dass sich der Antiheld Tom auf dem Weg in eine Art Anti-Passion befindet. Dies ist auch deshalb interessant, weil die Serie A Harlot’s Progress nach Ansicht des Hogarth-Experten Ronald Paulson bereits parodistische ikonographische Anspielungen auf ein Marienleben enthielt.

#### Bild 2: Umgeben von Künstlern und Professoren

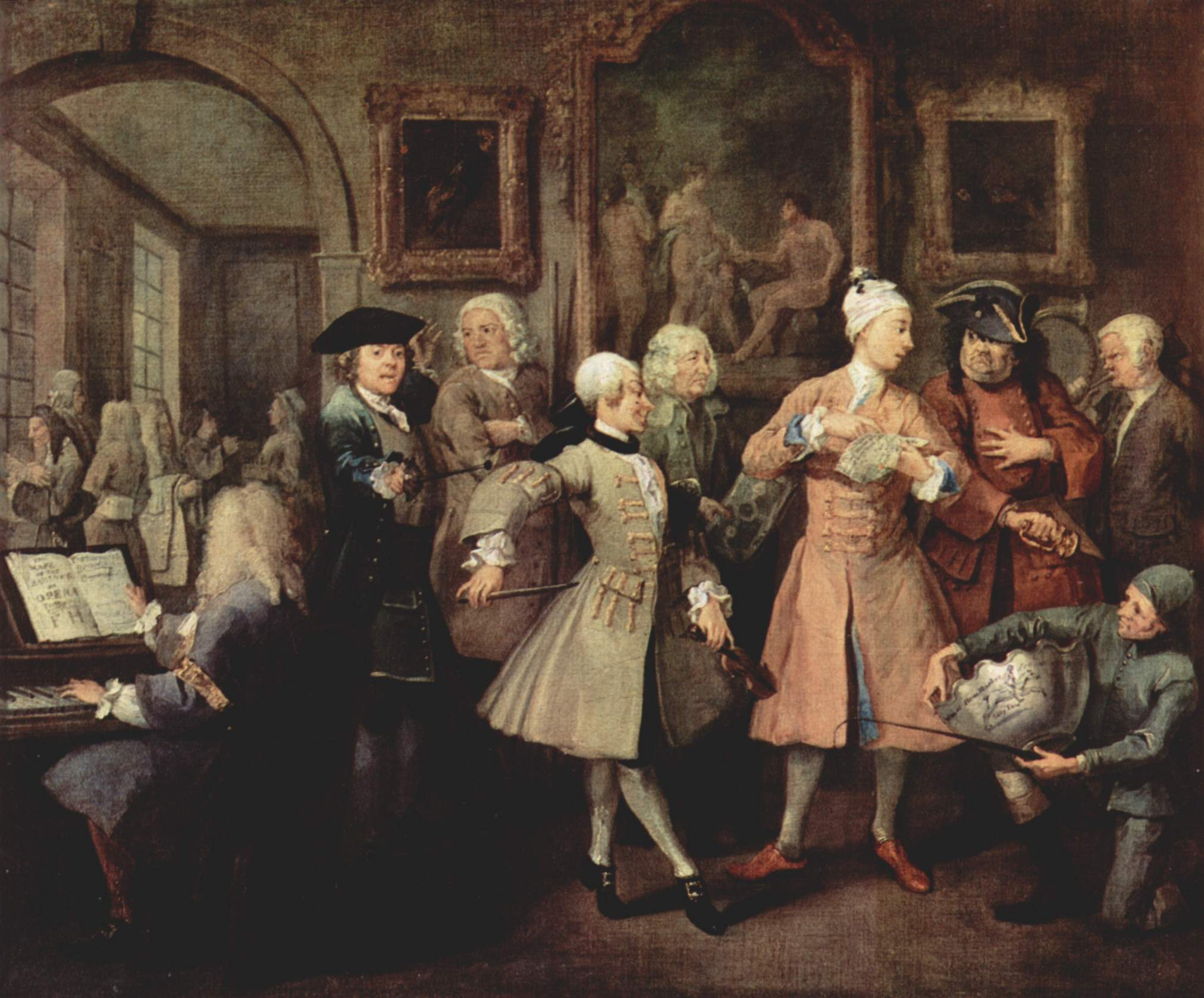
Ölbildversion der zweiten Szene

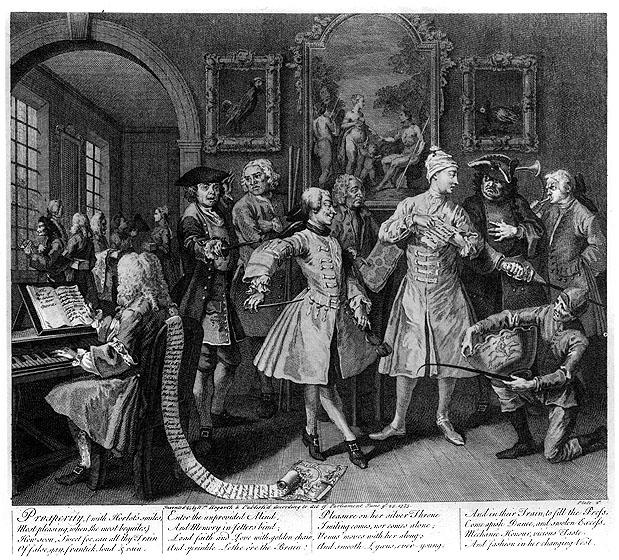
Bild 2 als Kupferstich

Originaltitel: Surrounded By Artists And Professors
Im zweiten Bild hat Tom Rakewell seine Umgebung grundlegend verändert: Das Zimmer ist groß und hoch, architektonisch auf dem letzten Stand und mit neuen Bildern ausstaffiert. Hier hält er wie ein reicher Adliger sein Lever (den Morgenempfang) ab, weshalb die Szene mit Molières Bourgeois gentilhomme verglichen wurde.

„Acht Personen befinden sich [neben dem Rake] im Präsenz-Zimmer, und genießen das Glück seiner näheren Gegenwart, und dort hinten versieren ihrer noch sechs in Limbo. Das sind zusammen vierzehn Personen …“

Tom steht in prächtigem neuem Gewand links neben einem Leibwächter, laut dem Papier, das dieser in Händen hält, ein „Ehrenmann“ mit Namen William Stab (engl. to stab = erstechen). Für Lichtenberg ist er „ein so genannter Bravo, ein Eisenfresser, der sich gegen ein billiges für andere Leute haut, und, wie man aus dem Pflaster über der Nase sieht, auch allenfalls hauen läßt.“ Ein Boxer und Meister in den Prügelkünsten (James Figg), ein Fechtmeister und ein französischer Geigenlehrer stehen darüber hinaus bereit, ebenso ein Gartenarchitekt (Charles Bridgeman, der die Gärten von Stowe geplant hat), und vorn rechts kniet ein Stallmeister oder Jockey, der einen Pokal, den Toms Pferd Silly Tom in Epsom gewonnen hat, präsentiert. Lichtenberg schreibt:

„Sein Pferd heißt Thomschen, wie Er, läßt sich von andern Leuten zu ihrem Vorteil reiten, wie Er; würde das nicht tun, wenn es klüger wäre, und leidet es bloß, weil es etwas silly ist, wie Er.“

Ein Jäger bläst rechts sein Jagdhorn, während links im Bild ein Mann auf einem Cembalo zur Musik der fiktiven Oper The Rape of the Sabines spielt.
Es wurde angenommen, dass der Cembalist entweder Georg Friedrich Händel ist (dafür sprechen auf dem Ölgemälde die Initialen „F. H.“ für den Autor der Oper und der Name Carestini auf der Sängerliste) oder Nicola Porpora, der Direktor des King’s Theatre am Haymarket (dafür sprechen die Namen Farinelli und Senesino auf der Sängerliste, denn diese beiden Kastraten sangen für Porporas Opera of the Nobility), aber Hogarth könnte sich auch einen Spaß mit diesen Hinweisen gemacht und den Betrachter absichtlich verwirrt haben. Auf der Rückenlehne des Klaviersessels sieht man eine lange Liste von Geschenken, die von meist weiblichen, aber auch einigen männlichen aristokratischen Fans an den bekanntesten der Kastraten, nämlich Carlo Broschi, besser bekannt unter seinem Künstlernamen Farinelli, gesandt worden waren. Hier soll ausgedrückt werden, dass Tom dem Lebensstil des Adels nacheifert.
Dass Reichtum nicht unbedingt mit gutem Geschmack gleichzusetzen ist, wird durch die Gemälde im Hintergrund suggeriert – eine klassizistische und damit dem adligen Kunstgeschmack zuzuordnende Darstellung des Urteils des Paris drückt aus, dass Tom Geld hat, die flankierenden Bilder von Kampfhähnen mit ihrer eher sportlichen Konnotation sagen dagegen aus, dass er zwar modisch sein mag, aber keinen Geschmack hat.
Im Vorraum sieht man noch eine „Putzkrämerin (Milliner)“, die resigniert auf die Reden eines Mannes reagiert, einen französischen Schneider und neben diesem einen französischen „Perüquier; der erste mit dem neuen Galakleide auf dem Arme, der andere mit der neuen Perücke in der Schachtel“, sowie einen Poeten, der ein Gedicht für Tom Rakewell geschrieben hat, um ihm zu schmeicheln.
Bild 2 ist die einzige Darstellung im Zyklus, die erkennbar auf berühmte Personen anspielt, die damals real existierten. Hogarth wusste wohl, dass das Publikum es liebte, in seinen Werken nach bekannten Figuren zu suchen, wollte aber wohl nicht zu viele Prominente durch die Aufnahme in seine Bildwelt vor den Kopf stoßen.
Auffällig ist, dass die Personen, die dem Rake ihre Dienste anbieten, vor seinen Augen teilweise mit ihren Waffen (darunter Schlagstöcke, Degen, Peitsche) herumfuchteln – Details, die satirisch auf eine altdeutsche Geißelung Christi, etwa die Dornenkrönung aus der Grauen Passion von Hans Holbein d. Ä., verweisen könnten.

#### Bild 3: Szene in der Taverne
Originaltitel: The Tavern Scene

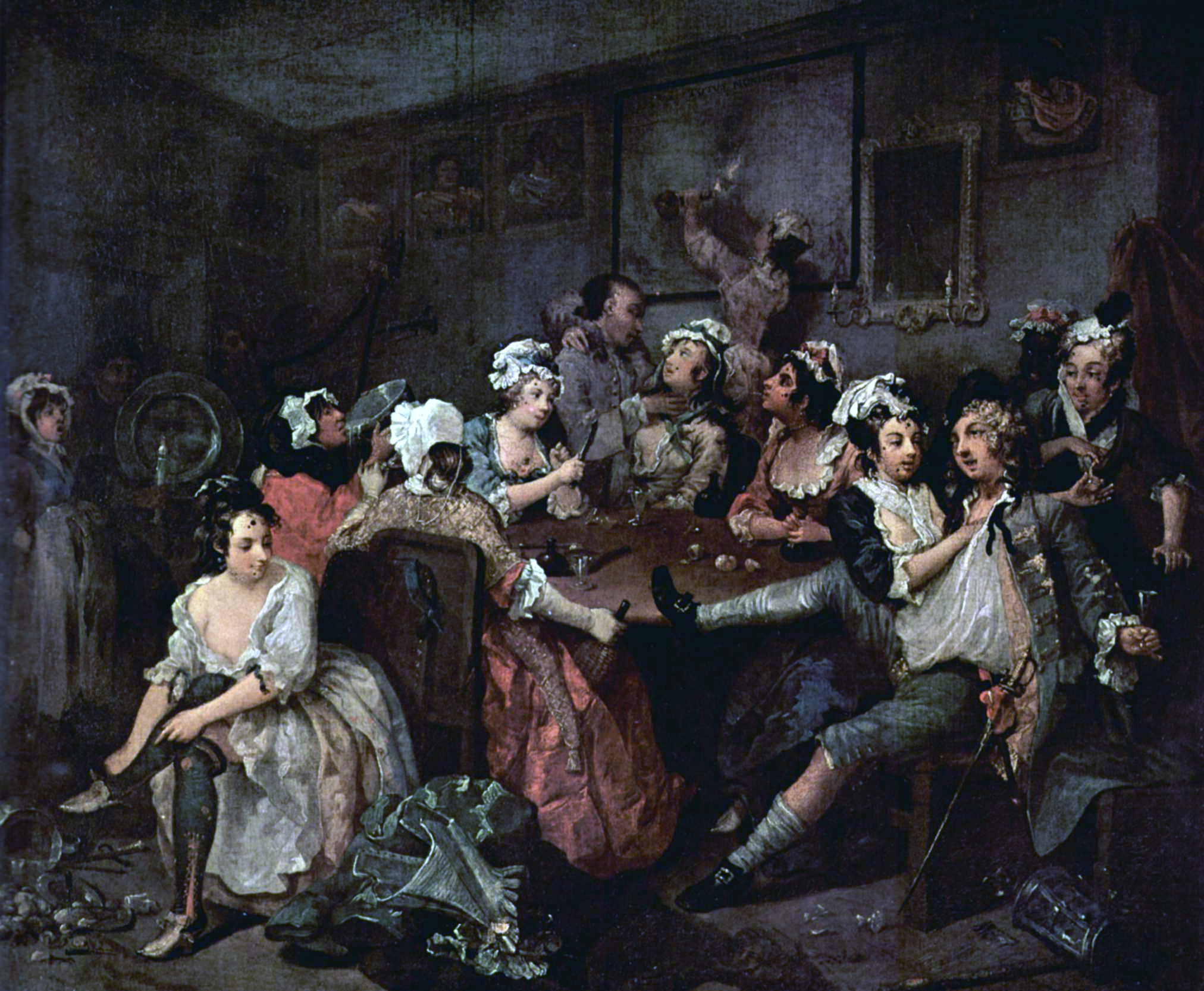
Ölbildversion der dritten Szene

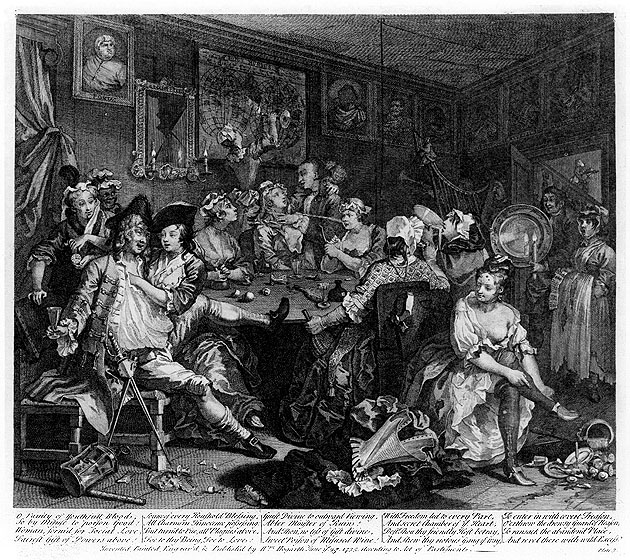
Bild 3 als Kupferstich

Im dritten Bild wird erstmals moralischer Verfall dargestellt – wir befinden uns in einer Taverne, der Rose Tavern in Drury Lane, die im 18. Jahrhundert in London wegen der dort stattfindenden Ausschweifungen berüchtigt war – Prostitution und Gin-Ausschänken dominierten die Gegend.
Tom, auf einem Sessel links fläzend, wird gerade von zwei Prostituierten um seine Uhr erleichtert. Ein solches Motiv taucht auch auf Darstellungen des Verlorenen Sohns im Bordell auf, an die sich Hogarth erinnert haben könnte. Die Uhr zeigt an, dass es 3 Uhr (wohl nachts) ist, das Glas in seiner Hand deutet seinen Zustand an. Lichtenberg schreibt:

„Von sechs Sinnen, die er mitbrachte, ist fast keine einzige Nummer mehr da, und die Restchen der nicht ganz entwichenen sind gar der Rede nicht mehr wert. Die Kleider, so wie die Glieder, hängen nur noch lose um ihn und an ihm, und folgen bloß dem Gesetze der Schwere. Der linke Strumpf hat bereits die tiefste Stelle erreicht, und bei dem ersten Ruck werden die Beinkleider dem Beispiele folgen, und dann vermutlich der Herr selbst hintendrein.“

Generell scheint die Stimmung der Gesellschaft schon sehr gelöst zu sein: zwei Frauen am Tisch liefern sich ein Spuckduell, eine Frau im Vordergrund entkleidet sich gerade, um als Stripperin auf einem Tablett, das von rechts herbeigebracht wird, zu posieren – dies war eine Gelegenheit für Schauspielerinnen, deren Leumund ohnehin sehr schlecht war, ihr Gehalt aufzubessern. Lichtenberg war offenbar recht gut darüber informiert, was die Stripperin, die übrigens Aratine hieß, genau darzubieten hatte:

„Sie ist willens ihre Künste zu zeigen, und sich zu dem Ende in der Tracht des Huhns mit der Gabel in der Brust, als lebendiges Gericht, auf die Tafel bringen zu lassen. Die Schüssel, die dort zur Türe herein gebracht wird, und in welche der Pavian der sie bringt, hinein leuchtet, um das Schauspiel anzukündigen, wird die Drehbühne sein, auf welcher sie figurieren wird.“

Zeichen von Chaos und Exzess sind überall im Bild zu sehen: ein zerbrochenes Glas auf dem Boden vor Tom, die ebenfalls zerbrochene Lampe des Nachtwächters, der zerbrochene Spiegel und die teils vandalisierten Gemälde der römischen Kaiser an der Wand. Das Gemälde von Nero, der seinerzeit als Urheber des Großen Brands von Rom galt, ist hingegen unversehrt. Vor der mit Bildern behangenen Wand versucht eine offensichtlich sturzbetrunkene Frau, mit einem Kerzenleuchter die Weltkarte in Brand zu stecken. Der Symbolismus liegt auf der Hand.
Eine Straßensängerin gibt die zweifellos zotige Ballade Black Joke zum Besten, mit einem Trompeter und einem blinden Harfenisten hinter der Tür konkurrierend,

„auf dessen Harfe, drollig genug, der König David, den Hogarth gern in üble Gesellschaft bringt, wieder mit einer Harfe hingepflanzt ist. Hier sitzt er also unmittelbar vor dem Nero, und da kann man sich kaum, wenn man Hogarths mutwillige Laune kennt, des Gedankens erwehren, er habe ihn dahin gesetzt, zum Brand der Welt Musik zu machen, wie jener zu dem von Rom.“

Da sich genau zwölf Personen um den zentralen Tisch versammelt haben, könnte man bei diesem Bild nach den Überlegungen von Bernd Krysmanski auch an die Jünger Jesu und eine völlig verweltlichte Abendmahlsszene denken. Der gleiche Autor spekuliert sogar weiter, ob Hogarth nicht auch auf eine Fußwaschungsszene angespielt haben könnte.

#### Bild 4: Verhaftet wegen der Schulden
Originaltitel: Arrested For Debt

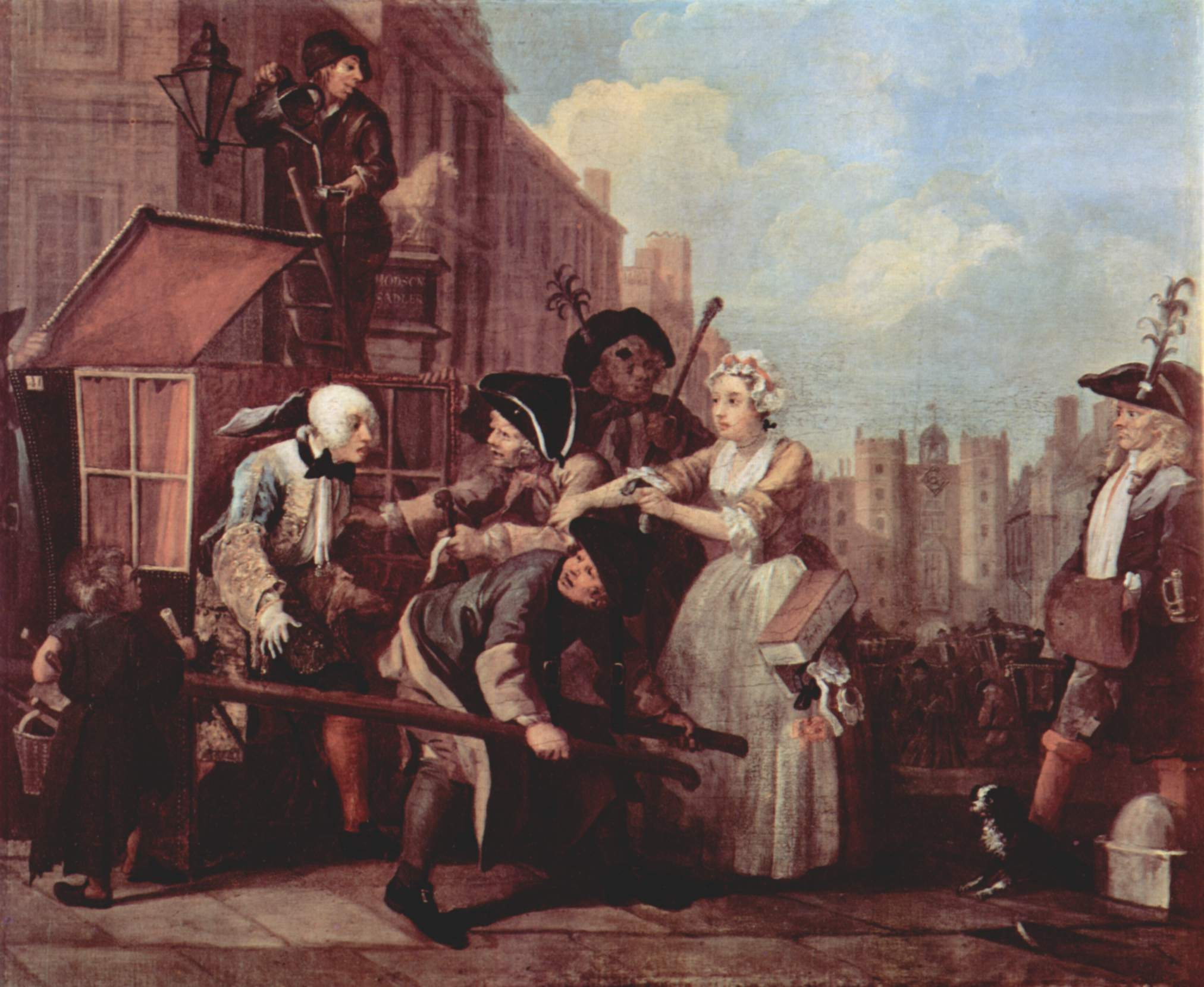
Ölbildversion der vierten Szene

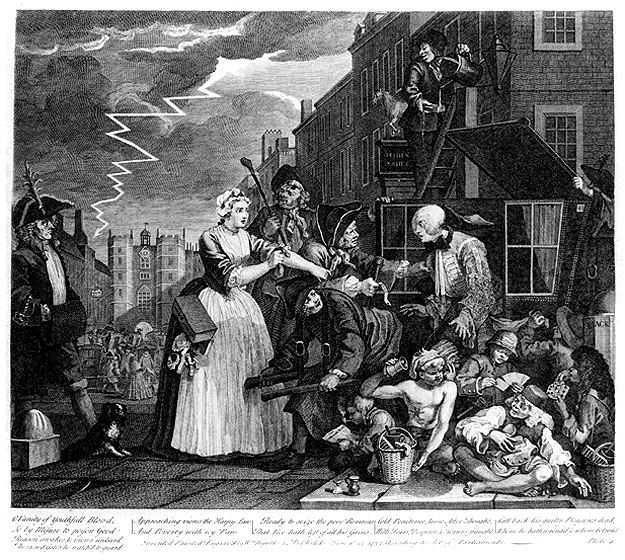
Bild 4 als Kupferstich

Im vierten Bild hat der Abstieg Toms begonnen – er wird aus seiner gemieteten Sänfte heraus von einem Büttel verhaftet. Der

„Polizeidiener hält ihm ein Streifchen Papier [einen Arrestzettel] entgegen, kaum einige Zolle lang, indessen verbunden mit einem Prügel, der etwas länger ist, und dieses Streifchen wirkt auf unsern Helden, als wäre es der Strahl des Himmels selbst, der uns dort so helle entgegenleuchtet, von seinem Donner begleitet.“

Für die Darstellung der Sänfte ließ sich Hogarth von Claude Gillots Gemälde Les deux carrosses (ca. 1707, Musée du Louvre, Paris) inspirieren. Den Bildsymbolen kann entnommen werden, wohin Tom wollte: Der Mann links im Bild trägt einen Lauch auf seinem Hut, ein Symbol für den heiligen David, dessen Feiertag der 1. Mai war, – und der Geburtstag der regierenden Königin Caroline, der in St James’s Palace gefeiert wurde.
Sarah Young ist schon zur Stelle, um Tom mit ihren Ersparnissen auszulösen, der Inhalt ihres Nähkästchens ergießt sich dabei von ihr unbemerkt über die Straße. Der von den Ereignissen abgelenkte Lampenanzünder auf der Leiter lässt seine Ölwanne überlaufen, so dass sich das Öl gleich über Toms Kopf ergießen wird. Noch dramatischer ist der Blitz, komplett mit Pfeil am bodennahen Ende, der im Begriff ist in White’s Club einzuschlagen, einem Spielsalon für die Reichen.
Dass Tom nicht zur adligen Gesellschaft in White’s Club passt, verdeutlichen (in der überarbeiteten Stichversion) die sieben Straßenkinder vor ihm, die der Unterschicht angehören und um einen Pfosten mit der Aufschrift „Black’s“ sitzen – sie spielen Glücksspiele, betrügen dabei, und stehlen. Zwei von ihnen, Schuhputzer mit ihren Arbeitsutensilien, spielen eine Art Strip-Poker, einer hat nur mehr das Nötigste an, bei einem zweiten Paar schaut ein Kiebitz über die Schulter eines Spielers, der auch noch einem Kumpan die Karten des Beobachteten signalisiert. Ein weiterer stiehlt gerade dem abgelenkten Tom das Schnupftuch aus der Tasche, und einer sitzt Pfeife rauchend am Boden und liest The Farthing Post, ein billiges Sensationsblatt der Zeit.
Die sternartige Wunde am nackten Oberkörper des einen Knaben spielt auf die Seitenwunde Christi an und lädt den Betrachter dazu ein, die dem Glücksspiel verfallenen Jungen mit den Soldaten unter dem Kreuz Christi zu vergleichen, die um die Kleider Jesu feilschen. Die Begegnung Sarahs mit Tom erinnert zudem an Hans Holbeins Noli me tangere (Hampton Court Palace), also an die Begegnung Maria Magdalenas mit dem auferstandenen Jesus, zumal sich die Gesten des Erstaunens bei Hogarths Rake und Holbeins Christus ähneln.

#### Bild 5: Verheiratet mit einer alten Jungfer

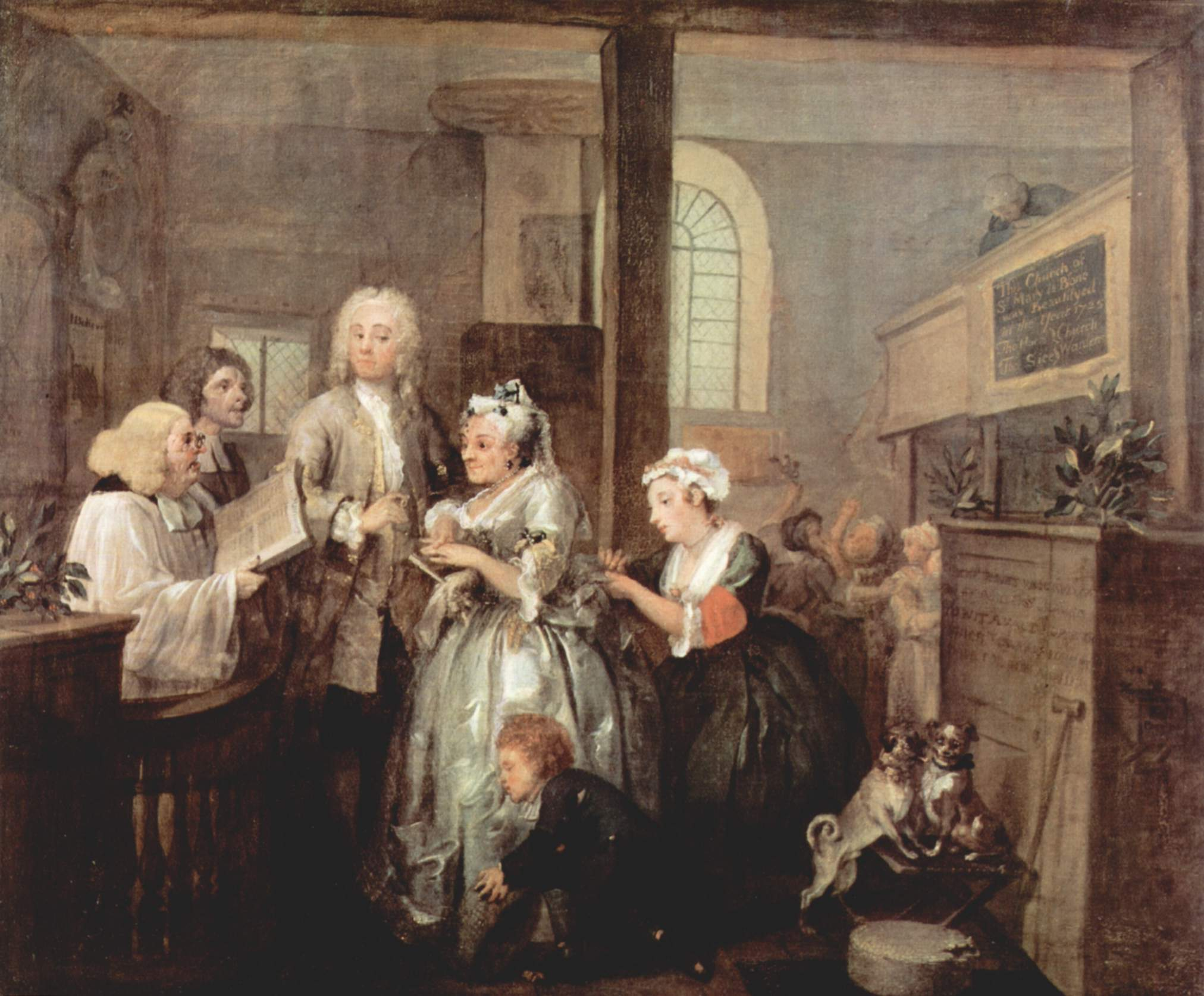
Ölbildversion der fünften Szene

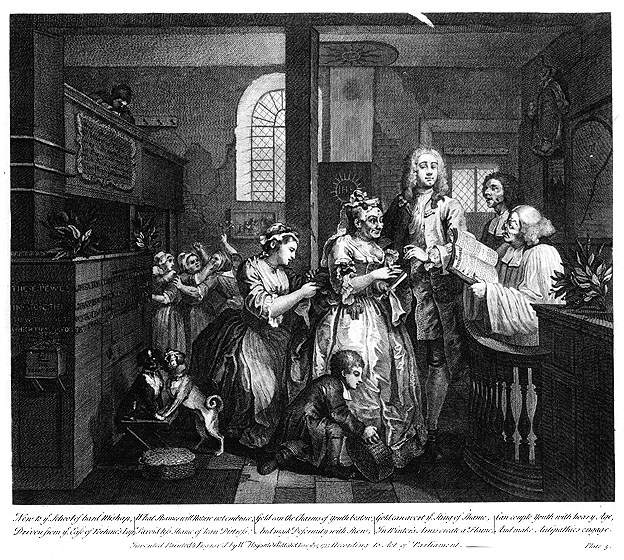
Bild 5 als Kupferstich

Originaltitel: Married To An Old Maid
In Bild 5 ist bereits Verzweiflung spürbar: Tom heiratet in Marylebone Old Church eine ältliche Einäugige, um seine Finanzen zu sanieren. Lichtenberg fragt sich: „Ist die Braut noch eine Jungfrau – oder eigentlich: ist die Braut da eine Witwe oder nicht.“ Die Kirche war eine von vielen der damaligen Zeit, in der Priester gegen Geld jeden verheirateten, ohne die Formalitäten (zum Beispiel die Überprüfung, ob beide Partner unverheiratet waren) einzuhalten. Falls der Rake bereits mit der jungen Sarah verheiratet gewesen sein sollte, wovon die neue Braut nichts weiß, wäre die hier eingegangene zweite Ehe natürlich unrechtmäßig.
Im Moment des Ringtausches hat Tom allerdings schon seine Aufmerksamkeit der viel jüngeren (und hübscheren) Brautjungfer zugewandt, während im Hintergrund Sarah Young und ihrem Neugeborenen der Zugang zur Kirche verwehrt wird.
Auch hier geben Symbole der Szene Bedeutung: Das Hundepaar links spiegelt das Brautpaar. Wie Lichtenberg bemerkt, handele es sich dabei um Hogarths Mops Trump, der ebenfalls einem „ältlichen Geschöpfe seiner Gattung“ den Hof mache. Das Immergrün, mit dem die Kirche dekoriert ist, drückt nicht nur die Jahreszeit Winter aus, sondern soll auch auf die Kälte der geschlossenen Verbindung und das Alter der Braut hinweisen. Die Kirche selbst befindet sich im Verfall, ganz wie Toms Leben. Von den Kirchenwänden löst sich der Putz, und eine Spinne baut ihr Netz an einem ungestörten Platz – über dem Opferstock. Die Tafel mit der zweiten Hälfte der Zehn Gebote ist gespalten, die Bruchlinie geht genau durch Gebot 9 – „Lass dich nicht gelüsten deines Nächsten Hauses. Lass dich nicht gelüsten deines Nächsten Weibes“.
Dass sich weiter hinten im Bild Frauen prügeln, dürfte ironisch auf ein traditionelles Bildmotiv anspielen. Florentinische Maler stellten in ihren Szenen von Josephs Vermählung mit Maria die abgewiesenen jüngeren Freier betont aggressiv dar: Sie prügeln auf den alten Joseph ein, der die junge Maria heiraten durfte, weil sein Stab (als göttlicher Fingerzeig, dass er der Auserwählte ist) auf wundersame Weise erblühte, die mitgebrachten Stäbe der anderen Freier aber unverändert blieben. Hogarths Szene findet zudem in einer Marienkirche statt und die Braut scheint wie Maria einen Nimbus zu haben. Lichtenberg schreibt:

„An der Kanzel hinter ihr steht das bekannte Wappen der Jesuiten, eine Sonne mit den Buchstaben I. H. S. darin […] Dieses Zeichen stellt sich hier, seiner Bestimmung ganz gemäß, der gekränkten Unschuld gerade über den Kopf, und wird zum Jungfern-Kranz.“

Die gesamte Figurenanordnung ähnelt der einer Vermählung Mariä, wobei der Rake die Position des Hohenpriesters eingenommen hat und sich in Hogarths Darstellung die Geschlechter- und Altersverhältnisse ironischerweise verkehrt haben.

#### Bild 6: Szene im Spielsalon

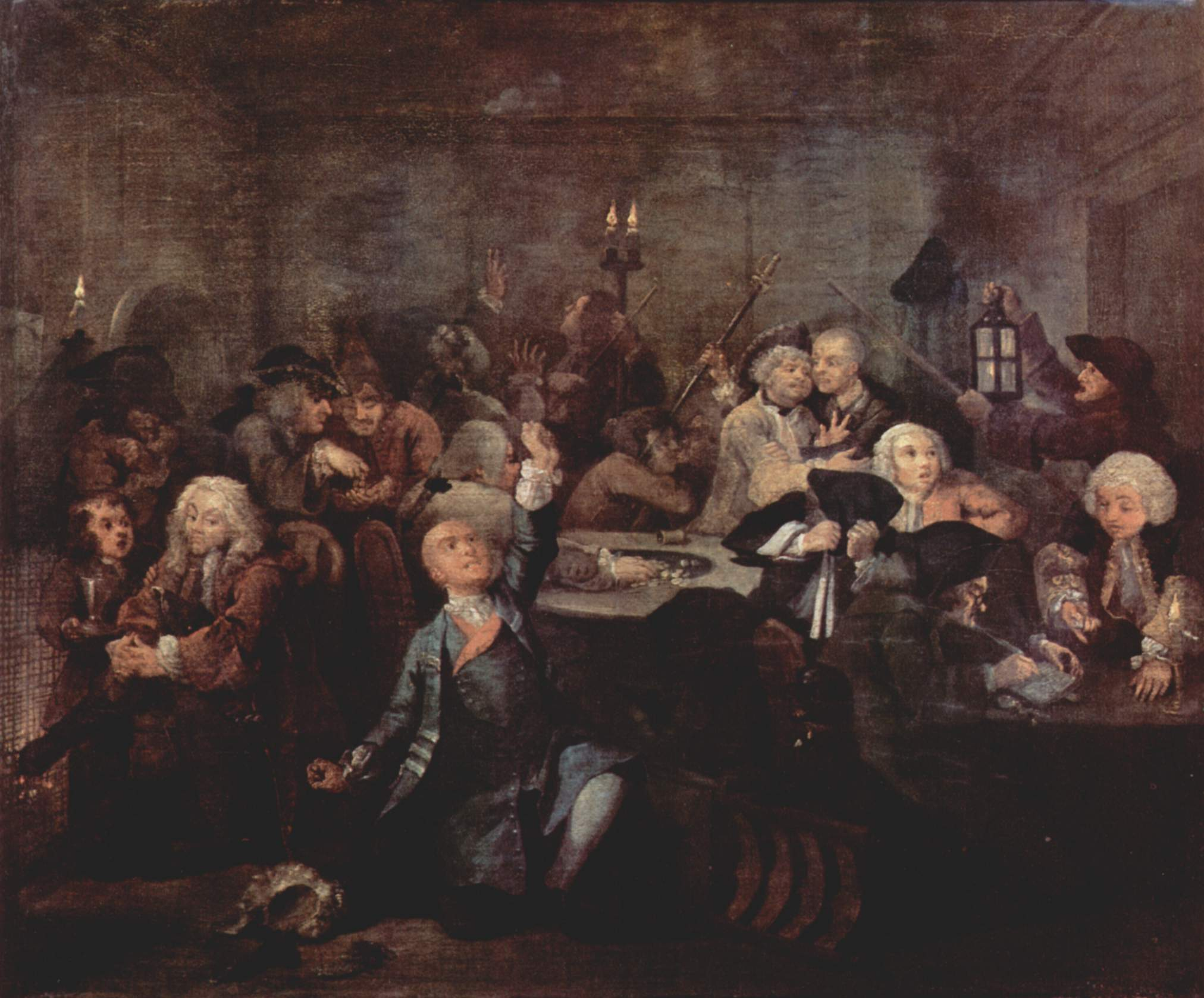
Ölbildversion der sechsten Szene

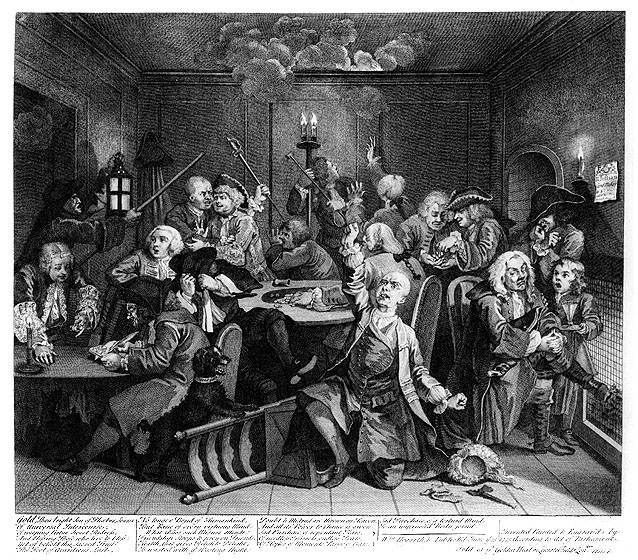
Bild 6 als Kupferstich

Originaltitel: Scene In A Gaming House
Tom ist dabei, auch sein zweites, durch die Heirat gewonnenes Vermögen zu verspielen. Er befindet sich in einem Spielsalon, sein Stuhl ist umgeworfen, seine Perücke vom Kopf gerutscht, er kniet am Boden und verflucht sein Schicksal. Wieder ist ein Hund als Spiegelung Toms links von ihm zu sehen.
Die Szene ähnelt Bild 3, nur sind es hier Männer statt Frauen, die Toms Niedergang begleiten. Die Stimmung der Spieler wird von Lichtenberg wie folgt beschrieben:

„Der Ausdruck in diesen Gesichtern und Figuren dieser Gesellschaft geht über alles, so mannigfaltig sie auch sind, und bei weitem den größten Teil der Tonleiter menschlicher Gemütsstimmung umfassen. Schlaffe Leerheit auf der niedrigsten Stufe, das eigentliche moralische Nichts und wieder Nichts; bedächtlicher systematischer Ernst und Ernst von kallöser Natur durch erworbene Gefühllosigkeit; Mißmut tief und stille in sich gekehrt und Mißmut mit Äußerungen von angehender Verzweifelung; die knirschende, rasende Verzweifelung, wie sie gegen sich selbst und das Verhängnis, und wie sie mit dem Mordgewehre bewaffnet argwöhnisch gegen andere wütet; kaltes Blut bei günstigem Glück und behagliche Freude dabei mitten in dem tobenden Gewühl von Verwünschungen der Unglücklichen, auf deren Ruin es sich stützt; Furcht, Schrecken in allerlei Gestalten, alles in dem Grade, der für jeden andern Gegenstand als den herrschenden, fühllos macht, sieht man hier in bunter Mischung durch einander.“

Der Spielsalon ist von einer weniger feinen Sorte, denn unter den Spielern befindet sich auch ein schlecht gelaunter „Highwayman“, dessen Pistole man aus der Manteltasche ragen sieht und der sein ganzes Diebesgut verspielt zu haben scheint.

„Er sieht und hört und fühlt nicht mehr. Der Knabe, der vor ihm steht, der ihm laut zuruft, der ihn so gar schüttelt, ist für ihn nicht da. Um Geruch und Geschmack mag es nicht besser stehen, denn auch der bestellte Labe-Trunk ist jetzt nicht da für ihn. So gar an die Pistole und Maske denkt er nicht.“

Wahrscheinlich hat der Rake, wie auch andere verzweifelte Spieler, die ihre letzten Münzen verspielt haben, die Dienste des Geldverleihers am Tisch links in Anspruch genommen, was sich im nächsten Bild rächen wird. Das Feuer, das sich in Bild 3 andeutete, ist hier tatsächlich ausgebrochen, Rauch steigt im Bildhintergrund auf. Der Nachtwächter ganz links, sowie der Croupier und ein Spieler sind sich der Gefahr bewusst, alle anderen sind zu sehr durch das Spiel abgelenkt.
Die gesamte Szene parodiert darüber hinaus Raffaels berühmte Transfiguration. Toms erhobener Arm mit der verzweifelt geballten Faust ähnelt dem nach oben gewendeten Arm des besessenen Knaben bei Raffael, die runde Tischplatte dem Plateau des Bergs Tabor. Anstelle des vor Wolken am Himmel hell erstrahlenden Christus hat Hogarth allerdings nur zwei Kerzen vor rauchigem Hintergrund dargestellt, weil der verklärte Heiland in einer Spielhölle ohnehin nichts zu suchen hat.

#### Bild 7: Szene im Gefängnis
Originaltitel: The Prison Scene

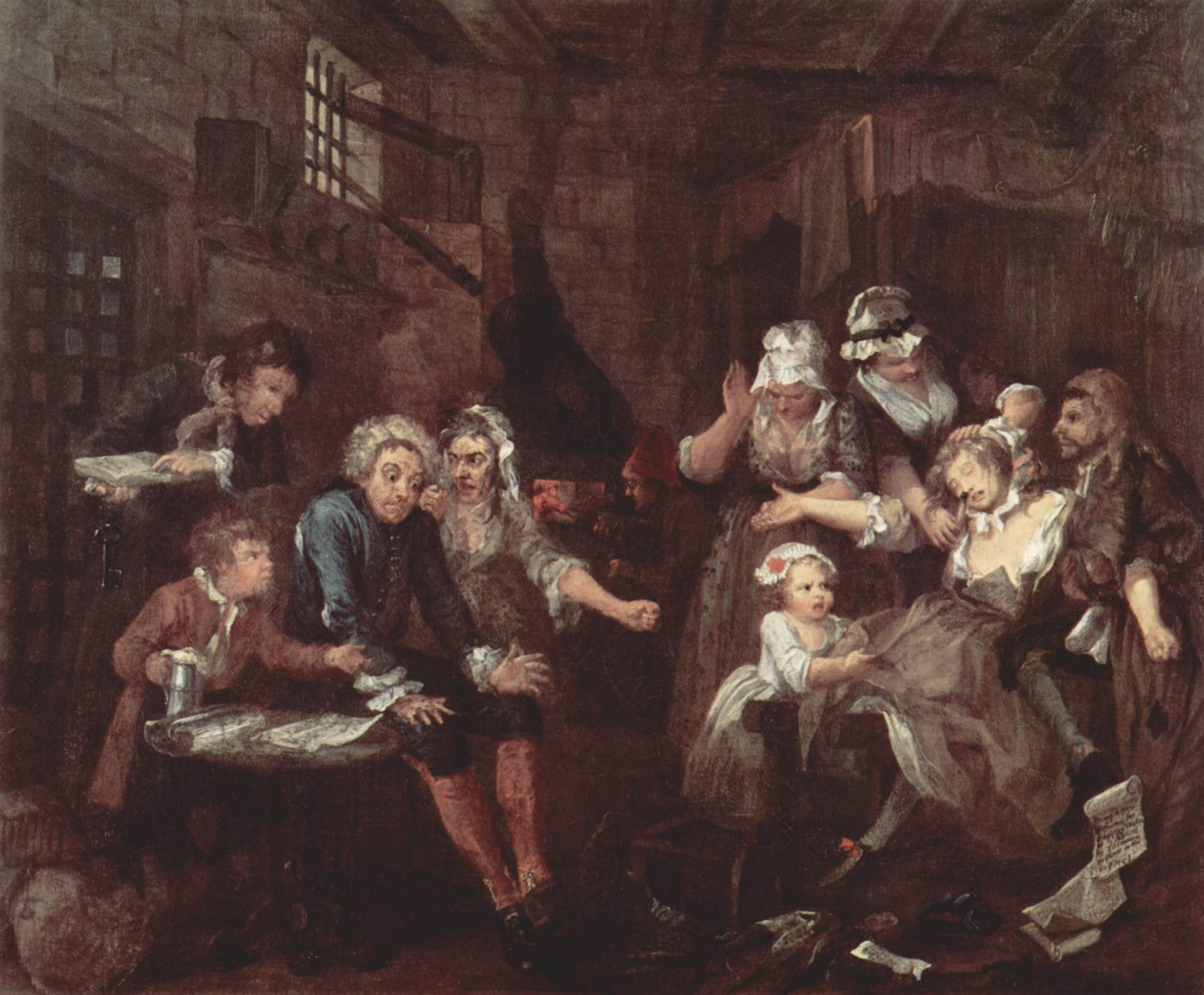
Ölbildversion der siebten Szene

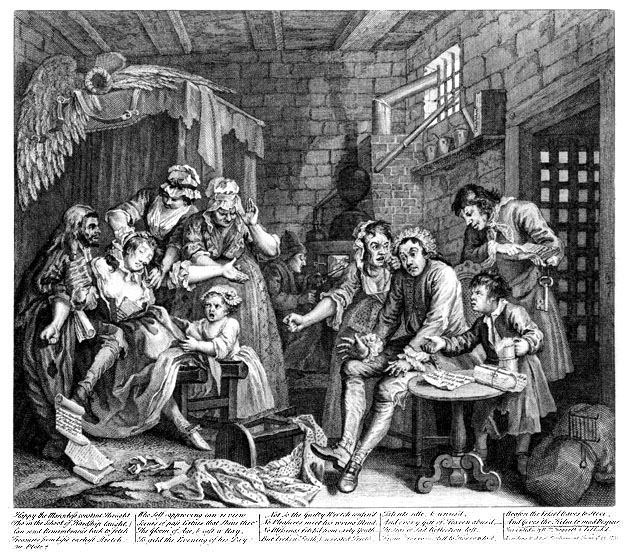
Bild 7 als Kupferstich

Tom hat seine beiden Vermögen endgültig verspielt und ist im Schuldturm, dem Fleet Prison angelangt.

„Hier krümmt er sich nun unter der Geißel seines gerechten Verhängnisses, – tout beau! Ist es möglich, Kummer, Elend und erwachtes Gewissen mit seiner ganzen zweischneidigen Qual von Furcht und Reue in einem liederlichen Taugenichts stärker zu zeichnen als hier? Worte sind noch nicht da. Statt ihrer aber läuft mit unverkennbarem Ausdruck eine Welle beredter Zuckungen durch die ausgemergelten Glieder von unten nach oben hin. Die auf das Knie gestützte Hand hebt sich mit großer Bedeutung, und ihr folgt der Fuß sympathetisch, so wie der aufgerollten Stirnhaut die Augenlider und die Achseln nachziehen; der Strom geht aufwärts. Es ist keine Erhebung, oder wenigstens bloß die, ohne welche der Ausdruck von tiefem Fall, Ohnmacht und Verderben, durch Gebärden, unmöglich ist. Es fällt alles nur desto tiefer zurück, und so spricht er sich selbst das Verdammungs-Urteil, und wird sein eigner Henker durch Verzweiflung.“

Ein Schuldner wurde damals eingesperrt, bis er seine Schuld begleichen konnte. Der Gefangene hatte keinen Anspruch auf Ernährung durch den Staat, wer es sich leisten konnte, musste die Aufseher für Essen bezahlen. Man sieht, wie der Gefängniswärter und ein Page, der Bier brachte, Geld von Tom einfordern, doch ohne Erfolg. Auf dem Tischchen liegt das Manuskript für ein Theaterstück, das der Rake in seiner Verzweiflung im Schuldgefängnis schrieb, um Geld zu machen. Es kam beim Theatermanager John Rich aber nicht an, wie aus dem beiliegenden Ablehnungsschreiben hervorgeht.
Toms einäugige Gemahlin schimpft mit ihm und wird handgreiflich:

„Sie ist hier beschäftigt, mit den Fäustchen, die so eben mit ihrer eignen Frisur in der Eile fertig geworden sind, eine kleine Änderung in der von ihrem Gemahl vorzunehmen. Eigentlich wohl bloß, um seinem Gedächtnis über einige Umstände, die ihr zugebrachtes Vermögen betreffen, etwas zu Hülfe zu kommen, welches nach dieser Methode ohne Störung des Kapillär-Systems schlechterdings unmöglich ist. Wirklich verfährt sie sehr richtig. Sie klopft erst mit der linken Faust auf die Schulter, um die festsitzenden Gedanken loszukriegen, und so bald sie merkt, daß sie flott sind, nimmt sie mit der rechten einen Zulauf gerade nach dem Orte, wo sie schwimmen, um ihnen die neue Richtung zu geben. So gibt man selbst dem Eisen Polarität.“

Toms ehemalige Freundin Sarah Young ist in Ohnmacht gefallen, das gemeinsame Kind an den Rockschößen. Zwei Frauen versuchen, sie mit Riechsalz wieder zur Besinnung zu bringen.
Wo in den ersten Bildern noch offene Türen und Fenster eine Möglichkeit des Entkommens und der Umkehr andeuteten, ist hier jeder Fluchtweg vergittert. Im Hintergrund sieht man Toms Zellengenossen, einen Alchemisten, dem wohl auch die an Ikarus erinnernden Flügel rechts oben zuzuschreiben sind – noch ein Mensch, der wie Tom versucht hat, zur Sonne zu gelangen.
Die Haltung des Rake lässt sich mit der eines Christus im Kerker oder eines Christus in der Rast vergleichen.

#### Bild 8: Im Irrenhaus
Originaltitel: In The Madhouse

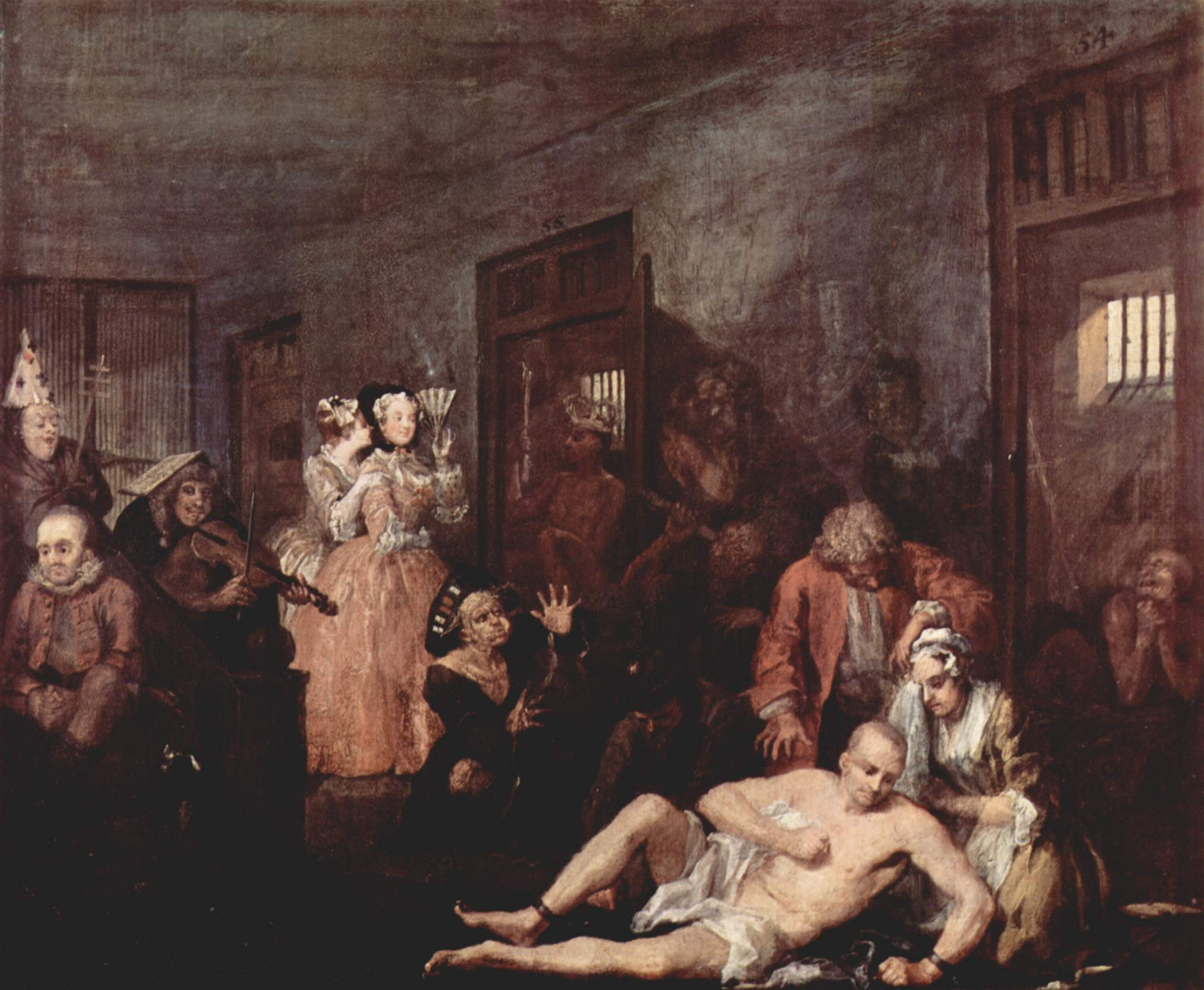
Ölbildversion der achten Szene

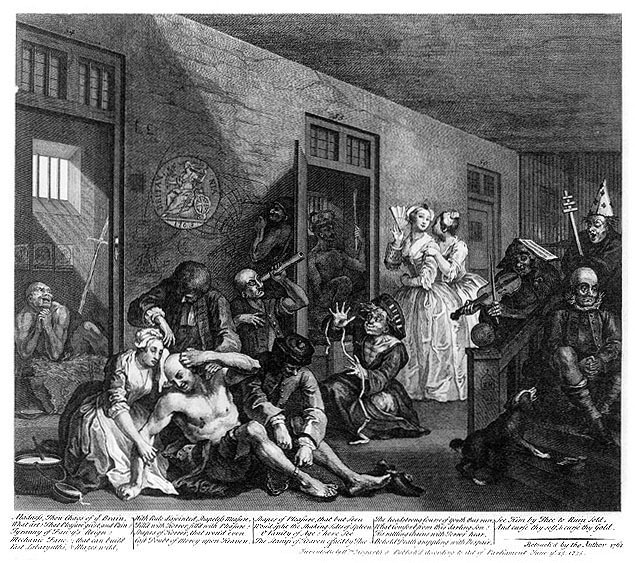
Bild 8 als Kupferstich

Im letzten Bild schließlich sieht man Toms endgültigen Abstieg, er ist zum Insassen des Bedlam, des berüchtigten Londoner Irrenhauses, geworden. Sowohl Toms Pose als auch die des eingebildeten Eremiten links hinter ihm sind Caius Gabriel Cibbers Skulpturen Melancholy und Raving Madness nachempfunden, die damals das Eingangsportal von Bedlam zierten.
Tom wird gerade in Ketten gelegt, immer noch von Sarah Young begleitet, deren Liebe zu ihm ungebrochen ist, die weinend mit ihm leidet und ihm Suppe gebracht hat.

„Einer der Krankenwärter, der freilich wohl die Verbindung nicht ganz einsehen mag, scheint vom Leiden des Mägdchens gerührt. Er sucht ihr Gesicht von Rakewelln auf eine Art zu entfernen, die seinem Gefühl Ehre macht. Es ist angenehm zu sehen, daß die Hände des Mannes in dem harten Dienst, für den sie besoldet werden, diese Stellungen noch nicht verlernt haben.“

Rund um die beiden sieht man andere „Verrückte“: einen Astronomen mit einem Papierfernrohr und einen Mathematiker, der versucht, Längengrade auf einer Globusabbildung an der Wand einzutragen (die Ermittlung der geographischen Länge war eine bis ins späte 18. Jahrhundert ungelöste und mit einer großen Belohnung verknüpfte Aufgabe). Ein religiöser Schwärmer sitzt in Zelle Nr. 54. Er betet ein Holzkreuz an und begeistert sich für drei Märtyrer: St. Laurentius, St. Athanasius und St. Clemens, wie aus den Bildern an der Zellenwand hervorgeht. In der benachbarten Zelle Nr. 55 scheint sich ein nackter Mann mit Szepter als König zu fühlen. Neben einem irren Geiger und einem unglücklich Verliebten hat sich auf der Treppe rechts ein Mann als Papst ausstaffiert:

„ein Trio, fast so was wie Glaube, Liebe und Hoffnung in Bedlam. Sie scheinen zusammen zu gehören, und doch können diese Köpfe wohl weiter auseinander sein, als immer drei Fixsterne, die eben einen solchen Triangel formierten. Es ist alles bloß scheinbar. Jeder ist eine Welt für sich, wovon keine der andern leuchtet und keine die andere verfinstert; jede hat ihr eignes Licht.“

Es besteht kein Zweifel: Tom ist umgeben von Realitätsverlust.
Aus heutiger Sicht das vielleicht schockierendste Motiv des Bildes ist das der feinen Dame und ihrer Zofe im Hintergrund. Die beiden vornehmen Frauen repräsentieren Besucherinnen des Irrenhauses, die zu ihrer Belustigung die Irren aufgesucht haben, wie es damals zum Zwecke der Unterhaltung üblich war, und schauen, hinter einem erhobenen Fächer leicht verschämt ihren Blick abwendend, dem nackten „König“ beim Masturbieren zu.
Die Hauptszene um den am Boden sitzenden, in Ketten gelegten irren Rake parodiert eine Beweinung Christi. Die weinende Sarah übernimmt dabei die Rolle der trauernden Maria.

### Die Besonderheiten der Ölgemälde
Kupferstich und Ölgemälde sind sehr unterschiedliche künstlerische Medien. Die Öl-Version von A Harlot’s Progress verbrannte 1755, so dass in diesem Fall nur noch Hogarths Kupferstiche überliefert sind; die Gemälde der Rake-Serie dagegen haben sich vollständig erhalten, befinden sich jedoch etwas abseits vom üblichen Kunstbetrieb im wenig bekannten Londoner Sir John Soane’s Museum, so dass auch schon allein aus diesem Grund die Stiche bekannter als die Gemälde sind. Die Kupferstich-Versionen späterer Zyklen stellte Hogarth zum Großteil nicht mehr selbst her, sondern engagierte professionelle Kupferstecher für sie. Die Stiche und Gemälde von A Rake’s Progress sind daher die einzigen seriellen Werke des Künstlers, die einen genaueren Vergleich von Hogarths Technik in beiden Medien ermöglichen. Ein solcher Vergleich verdeutlicht auch, dass Hogarth in seinen Kupferstichen einige Motive abänderte, ja sogar zusätzliche Details zugunsten einer aktuellen, tagespolitischen Anspielung mit in die Stichversion aufnahm, um für seine Zeitgenossen die satirische Aussage zu verstärken. Generell jedoch zeigen die Ölbilder die gleichen Szenen wie die Kupferstiche.
Obwohl manche Motive in den Ölbildern der Rake-Serie wegen Hogarths relativ grober Pinselführung weniger detailgetreu dargestellt sind als in den Kupferstichen, sieht der Kunsthistoriker Julius Meier-Graefe gerade in den gemalten Bildern „eine unheimliche Kraft“ am Werk, wobei sogar das „durch die Einheit der Empfindung“ primitive Detail die Wirkung steigere:

„Das erste Gemälde […] lässt die ganze Koloristik der Zukunft ahnen. An das silbrige Grau und das Blau der offenen Weste des Helden, in dessen zartem, von leuchtend braunen Locken umgebenen Gesicht nur erst die anmutigste Begehrlichkeit flüstert, schmiegt sich das Orangebraun des massnehmenden Schneiders mit der roten Kappe. Das Blau wird in dem gefleckten Kleid der Alten weiter gebildet, der stärksten Figur, und die junge, die ‚Bedmakers daughter‘, bringt das zarte Rosa und Orange und das reiche Weiss dazu. Brillant steht dieses Bukett vor dem velasquezhaften Braun der Wände.“

Im sechsten Gemälde, der Szene in der Spielhölle,

„durchbricht die wütende Gebärde des Ruinierten das farblose Dunkel wie ein magisches Licht. Das Bild ist, wie viele andere, durch Nachdunkelung arg verdorben und war von Anfang an barbarisch gemalt. Doch wirkt es immer noch wie der Blick in halb verschüttete Ruinen, wo zufällig erhaltene Details unsere Gedanken zum Wiederaufbau drängen. So gering der Aufwand ist, das wenige gibt nichtsdestoweniger mit unheimlicher Sicherheit das Insichgekehrte jeder einzelnen Gruppe, die Indifferenz an dem Geschick des Verschwenders, dessen Schrei wie das Echo unsichtbarer Mächte zu uns dringt.“

Ernst H. Gombrich betont in seiner Geschichte der Kunst, dass Hogarth von venezianischen Meistern von der Art eines Francesco Guardi „abgelauscht“ habe, „wie man eine Gestalt mit ein paar Pinselstrichen zaubert“. Er schreibt in seiner kurzen Besprechung des letzten Gemäldes der Rake-Serie:

„Das Besondere an Hogarth ist, daß er bei aller Erzählerfreude doch immer Maler blieb, nicht nur in der Pinselführung und Verteilung von Licht und Farbe, sondern auch in der überaus geschickten Anordnung seiner Gestalten. Die groteske Gruppe um den Liederlichen ist so sorgsam komponiert wie ein italienisches Gemälde der klassischen Zeit.“

Im Gegensatz zur Kupferstichversion der achten Szene, in der der Rake eine Hose trägt, zeigt die Ölbildversion die Hauptfigur mit einem weißen Lendenschurz, was als ein deutlicherer Hinweis auf das Leinentuch zu verstehen sein könnte, das der sterbende Jesus am Kreuz trug. Der Tod des negativen Helden im Irrenhaus wäre demzufolge im Ölbild noch stärker als in der Kupferstichversion mit dem Kreuzestod Christi in Zusammenhang gebracht worden.

### Die Bildunterschriften unter den Kupferstichen
Die Texte unter den Drucken der Erstausgabe, die auch für alle späteren Ausgaben beibehalten wurden, stammen von einem Freund Hogarths, der eine dichterische Begabung hatte, nämlich von Reverend John Hoadly (1711–1776), dem Sohn des Bischofs Benjamin Hoadly. Diese Bildunterschriften enthalten im christlichen Sinne moralisierende Kommentare, die relativ wenig mit der Motivation des Künstlers zu tun haben und die gezeigten Details weder erklären noch inhaltliche Ergänzungen liefern. Eine deutsche Übersetzung des 19. Jahrhunderts versucht, den Stil der Originalverse nachzuempfinden. Zum geizigen Vater des Rake, der ja in Szene 1 bereits verstorben ist, lauten beispielsweise die ersten Zeilen:

„O Nichtigkeit des Alters, das vermessen,

Voll Irrthum seines Lebens Ziel vergessen!

Warum sind dir der Glocken heile Töne

Als ob des Todes Kettenrasseln dich verhöhne?
Sie lassen dich in finst’rem Argwohn leben

Und stets von vorgefühlten Schmerzen beben.

Wenn dann dein Leib zum Tod herangereift,

Hast du unnütz und zwecklos Schätze angehäuft.“

Und die letzten Verse zur Irrenhaus-Szene in Bild 8 lauten:

„Der Freude grauenhafte Form, in deren Angesicht

Nichts mehr geblieben von des Geistes Licht.

O Nichtigkeit der Zeit! Hier siehst du bis zum Thier gesunken,

Den Erben des Himmels, die Hülle des göttlichen Funken.
Das ist der Lohn verfehlten Lebens, schrankenloser Sünde,

Damit des Glückes Liebling hier sich wiederfinde,

Der Ketten Rasseln ihn mit Grau’n erfülle

Und seine Raserei mit der Verzweiflung Nacht umhülle.“

Die heute banal wirkenden Verse in der Tradition der Vanitas-Motive beschäftigen sich moralisierend mit abstrakten Begriffen wie Eitelkeit, Wohlstand und zweifelhaften weltlichen Vergnügungen und entsprechen damit den erwarteten Konventionen einer von moralischen Prinzipien und Höflichkeiten („politeness“) geprägten geistigen Kultur. Die Ambivalenz der Vanitas-Motivik ist ein Argument für die Ende des 20. Jahrhunderts vom Kunsthistoriker Bernd Krysmanski aufgestellte These, dass der Künstler seinen Zyklus – in blasphemischer Absicht? – in Form einer „Anti-Passion“ gestaltet und sogar Vergnügen an obszönen Details gehabt haben könnte. Diese Annahme basiert allein auf Motivvergleichen und auf der Analyse von Bilddetails. Den Bildunterschriften ist dazu nichts zu entnehmen.

### Versionen der Stiche
Kurz nach der Erstveröffentlichung des Zyklus nahm Hogarth einige größere Änderungen an den Bildern 1, 3 und 4, sowie kleinere an Bild 2 und 7 vor. Zum Beispiel wurde in Szene 1 die Figur der Sarah so abgewandelt, dass sie älter und unattraktiver wirkt und ein schmaleres Gesicht erhalten hat; weiterhin hat der Künstler im Vordergrund links eine Bibel ergänzt, aus deren Einband man das Leder für eine Schuhsohle herausgeschnitten hat. In Szene 3 erscheint die Stripperin stark verändert, das Gesicht des Rake wurde umgestaltet und das Porträt von Caesar an der Wand in ein Porträt des französischen Gastwirts Pontac umgewandelt, der ein Lokal in der Londoner Abchurch Lane betrieb und dessen Luxus berühmt war. In Szene 4 ist die Gruppe der sieben auf dem Straßenpflaster ins Glücksspiel vertieften Jungen erst später hinzugekommen, und auch der Blitz am Himmel wurde von Zustand zu Zustand stark verändert. Nachdem der Künstler 1762–63 durch politische Auseinandersetzungen mit einigen Exfreunden zermürbt worden war, retuschierte er 1763, ein Jahr vor seinem Tod, alle Bilder noch einmal. In Bild 8 trägt beispielsweise die an die Wand gemalte Münze die Jahreszahl 1763.
Die letzten Abzüge von Hogarths Originalplatten stellte 1822 der Kupferstecher James Heath für seinen großformatigen Band The Works of William Hogarth her, wobei allerdings die Linien auf den Platten von ihm nachbearbeitet wurden, also der Originalzustand nicht mehr ganz erhalten ist. Alle im 19. Jahrhundert später erschienenen illustrierten Publikationen über Hogarth enthalten lediglich minderwertige, in Stahl gestochene Kopien seiner Werke. Heaths letzte Version der Abzüge von den Originalplatten ist es, die hier zur Illustration des Wikipedia-Artikels verwendet wird.

## Rezeption

### Britische und französische Rezeption
Kurz nach dem Erscheinen der Serie gab es in England – neben den üblichen Plagiaten, die nicht zu verhindern waren – etliche literarische Publikationen, die sich mit dem Lebenslauf eines Wüstlings beschäftigten. Hierzu zählen die in Gedichtform verfassten Pamphlete The Rake’s Progress: or, The Humours of Drury Lane, The Rake’s Progress: or, The Humours of St. James’s und The Progress of a Rake: or, The Templar’s Exit, die allerdings nur von einem geringen literarischen Wert sind.
Eine erste kürzere Beschreibung der acht Bilder der Serie erfolgte auf Französisch in Jean André Rouquets Lettres de Monsieur … à un de ses Amis à Paris, pour lui expliquer les Estampes de Monsieur Hogarth (London 1746). Der Autor war Künstler und mit Hogarth befreundet, so dass er für seine Schrift Informationen aus erster Hand erhalten haben dürfte. Eine erste stilkritische Analyse der Rake-Serie verfasste William Gilpin in seinem Essay upon Prints (1768), wobei er, von der Warte der Hochkunst argumentierend, dem Künstler sogar einige formale Schwächen vorwarf.
Es folgten die stark moralisierenden Ausführungen des Pfarrers John Trusler in Hogarth Moralized (London 1768), die wohl überwiegend die Ansichten von Hogarths frömmlerischer Witwe widerspiegeln und auch später noch, vor allem im viktorianischen England, laufend in verschiedenen Versionen kursierten, und seit 1781 John Nichols’ Kommentierungen in den verschiedenen Ausgaben seiner Biographical Anecdotes of William Hogarth, die auf Informationen von Zeitgenossen basierten, einige Figuren in Hogarths Bildern als reale Personen der Zeit identifizierten und im frühen 19. Jahrhundert in überarbeiteter Form in den Genuine Works of William Hogarth (1808–1810) nachgedruckt wurden. Ende des 18. Jahrhunderts wurden auch französische Übersetzungen von Georg Christoph Lichtenbergs deutschen Hogarth-Kommentaren publiziert, die sich vorwiegend an ein gebildetes Publikum richteten.
1811 erschien erstmals Charles Lambs berühmter Essay On the Genius and Character of Hogarth, in dem die Rake-Serie mit Shakespeares Timon of Athens verglichen wird. Seitdem wurde im englischsprachigen Raum in fast jeder größeren Studie des 19. und 20. Jahrhunderts über Hogarth die Serie A Rake’s Progress ausführlich gewürdigt, erschöpfend vor allem in den Interpretationen des amerikanischen Hogarth-Experten Ronald Paulson, die in der zweiten Hälfte des 20. Jahrhunderts die vielfältigen literarischen und kunsthistorischen Einflüsse auf die Serie aufzeigten. Selbst in Ernst H. Gombrichs Story of Art, laut dem Guardian das berühmteste, populärste Kunstgeschichtsbuch der Welt, das in rund 30 Sprachen übersetzt wurde, werden die Qualitäten von A Rake’s Progress diskutiert.

### Deutsches Sprachgebiet
Auch in Deutschland war die Rake-Serie seit der zweiten Hälfte des 18. Jahrhunderts überaus beliebt. Bereits in der 1754 erschienenen deutschen Ausgabe von Hogarths Schrift The Analysis of Beauty (1753) findet sich als Anhang eine Übersetzung von Rouquets französischen Erläuterungen zur Rake-Serie, und 1769 enthielt die anonyme Schrift Die Werke des Hrn Willm Hogarth in Kupferstichen Moralisch und Satyrisch erläutert ein Kapitel über „Die Begebenheiten eines Lüderlichen“.
Der Erfolg lässt sich auch daran ablesen, dass es für den deutschen Markt konzipierte vergleichbare Bilderzyklen gab, etwa Daniel Chodowieckis zwölf Blätter zum Leben eines Lüderlichen (1772), die den Werdegang des Protagonisten allerdings weniger drastisch als Hogarth schildern, denn hier erhält der von seinen Eltern schon bei seiner Geburt vernachlässigte Lüderliche sogar eine passable Ausbildung inklusive Reitunterricht, vernachlässigt aber sein Universitätsstudium, verschuldet sich beim Umgang mit Huren und beim Kartenspiel, entkommt dem Gefängnis durch eine Eheschließung, endet aber letztlich doch in völligem Ruin. Nur stirbt er hier nicht wie bei Hogarth im Irrenhaus, sondern aus Krankheitsgründen. Daneben gab es umfangreiche Bücher wie Christoph Friedrich Bretzners Das Leben eines Lüderlichen. (Leipzig 1787), ein Werk, das sowohl auf Hogarths als auch auf Chodowieckis Darstellungen Bezug nimmt.
Georg Christoph Lichtenberg publizierte die Urfassung seiner berühmten Kommentare zur Rake-Serie erstmals 1785 im Göttinger Taschen-Calender, zu denen Ernst Ludwig Riepenhausen Kupferstiche nach Hogarth beisteuerte. Diese mit viel Wortwitz geschriebenen Erläuterungen kommen den satirischen Auffassungen von Hogarth, vergleicht man alle frühen Kommentatoren, wohl am nächsten. 1796 erweiterte der Autor diese Kommentare für seine Ausführlichen Erklärungen (1794–1799), die im 19. und 20. Jahrhundert immer wieder nachgedruckt wurden. Einen Einfluss hatten diese Erklärungen auch auf Ludwig Tiecks Briefroman Die Geschichte des Herrn William Lovell (1795/96). Im 19. Jahrhundert erschienen in mehreren Auflagen von Franz Kottenkamp geschriebene Paraphrasierungen der Lichtenbergischen Kommentare, was ihre anhaltende Beliebtheit beim Publikum unterstreicht.
Im 20. Jahrhundert befassten sich in Deutschland unzählige Studien und Lehrveranstaltungen zu Hogarth und zu Lichtenberg mit der Rake-Serie. Zum Beispiel behandelte der bekannte Berliner Kunsthistoriker Werner Busch in seinem Funkkolleg Kunst Mitte der 1980er Jahre und in seinen im Internet publizierten Unterrichtseinheiten zur englischen Kunst des 18. Jahrhunderts die Ikonografie der ersten und letzten Szene und gehörten an der Fernuniversität und Gesamthochschule Hagen unter der Literaturwissenschaftlerin Monika Schmitz-Emans seit Mitte der 1990er Jahre Lichtenbergs Hogarth-Erklärungen zur Standardlektüre für Germanistik-Studenten. Umfangreiche Universitätsstudien über Lichtenberg wie Hans-Georg von Arburgs Kunst-Wissenschaft um 1800: Studien zu Georg Christoph Lichtenbergs Hogarth-Kommentaren (Göttingen 1998) beleuchten meist ausführlich auch die Kommentare des deutschen Aufklärers zum Lebenslauf eines Wüstlings.

### Bildende Kunst, Bühne, Film und Musik
Künstlerisch inspirierte Hogarths Serie in Deutschland Graphiker wie Johann Heinrich Ramberg, zum Beispiel dessen Blätter aus dem Leben Strunks des Emporkömmlings (1822–1825), sowie einige Grafiken von Wilhelm von Kaulbach, etwa seinen Verbrecher aus verlorener Ehre (1831) oder sein Narrenhaus von 1833/34. Des Weiteren sind die Einflüsse von Hogarths Bildwelten auf etliche Karikaturisten und die Präraffaeliten des 19. Jahrhunderts nicht zu verkennen.
Vor allem im 20. Jahrhundert hatte dann Hogarths Serie einen beachtlichen internationalen Einfluss auf ganz unterschiedliche Kunstformen: das Ballett, den Film, die Oper, die Graphik, die Malerei und die Rockmusik.
- 1935 wurde das Ballett The Rake’s Progress am Sadler’s Wells Theatre, London, uraufgeführt, zu dem Gavin Gordon (1901–1970) die Musik schrieb. Für die Choreographie war Ninette de Valois und für das Bühnenbild Rex Whistler (1905–1944) verantwortlich.[97]
- Val Lewtons und Mark Robsons Horrorfilm Bedlam (1945) mit Boris Karloff und Anna Lee in den Hauptrollen ist von Hogarths A Rake’s Progress und besonders von der letzten Szene, die ja im Londoner Irrenhaus spielt, inspiriert.[98]
- 1951 schrieb Igor Strawinsky die Oper The Rake’s Progress, deren Libretto von W. H. Auden und Chester Kallman lose auf Hogarths Gemälden basiert.
- 1961–63 schuf David Hockney seine 16-teilige grafische Version des Rake’s Progress[99], in der er seine eigenen New Yorker Erlebnisse zu Hogarths Szenen in Beziehung setzt und zum Beispiel den Empfang einer Erbschaft, eine Trinkszene an der Bar, die Heirat einer alten Jungfer und eine Bedlam-Szene darstellt, aber sich dabei doch so stark von der Vorlage löst, dass das Vorbild kaum noch erkennbar ist. Außerdem war Hockney 1975 Bühnenbildner für eine Inszenierung von Strawinskis Oper.[100] Hierbei ließ er sich stärker als bei seiner grafischen Serie von Hogarths Bildwelten des 18. Jahrhunderts inspirieren.
- 1970/71 entstand Alfred Hrdlickas achtteiliger Radierzyklus The Rake’s Progress, der sich weitaus enger an Hogarths Originalserie orientiert, als dies die Werke anderer moderner Künstler tun, dabei aber versucht, den gesamten Lebenslauf des Wüstlings aus der Sicht des Verrücktgewordenen zu sehen und daher den Zyklus mit der Szene im Irrenhaus startet.[101][102]
- 1991 veröffentlichte die Progressive-Rock-Band Marillion den Titel The Rakes Progress auf dem Album Holidays in Eden. Das nur 1:54 Minuten kurze Stück verbindet die Titel This Town und 100 Nights zu einer fast zwölfminütigen Einheit. Der kurze Text stammt von dem Marillion-Sänger Steve Hogarth, der sich inhaltlich an seinen Namensvetter anlehnt und den weit verbreiteten Verfall innerer Werte im urbanen Raum thematisiert.[103]
- 1994 gestaltete Jörg Immendorff für eine Inszenierung von Strawinskis The Rake’s Progress während der Salzburger Festspiele die Bühnenbilder, wobei er in selbstironischer Weise auf unterschiedliche Motive von Hogarth zurückgriff.[104] Daneben entstand eine Serie von Gemälden und Druckgrafiken, in denen der deutsche Künstler das Thema des jungen Rake immer wieder variierte.[105]
- 2006 vereinte eine Ausstellung der Eremitage in St. Petersburg die Werke von Hogarth, Strawinski und Hockney[106]
- 2012 präsentierte der englische Künstler Grayson Perry unter dem Titel The Vanity of Small Differences erstmals sechs Wandteppiche, die von Hogarths Rake-Serie inspiriert sind, die sich mit dem Leben von Tim Rakewell und seiner sozialen Mobilität in der modernen englischen Konsumgesellschaft von seiner Kindheit an bis hin zu seinem tödlichen Autounfall beschäftigen, in denen sich aber auch wie bei Hogarth Anspielungen auf die religiöse Kunst alter Meister der Renaissancezeit finden lassen.[107][108]
- 2013 kreierte die deutsche Künstlerin Ulrike Theusner[109] eine Serie von Zeichnungen unter dem Titel A Rake’s Progress: Der Werdegang eines Wüstlings.[110]